# ノイシュタット・アム・リューベンベルゲ
ノイシュタット・アム・リューベンベルゲ (ドイツ語: Neustadt am Rübenberge) は、ドイツ連邦共和国ニーダーザクセン州ハノーファー広域連合に属す市である。ブレーメンとハノーファーとの間に位置する中規模都市である。街の名前は Neustadt a. Rbge. と略記される。

## 地理

### 位置
この街は、シュタインフーダー湖やトーテス・モーアの北東のライネ川沿いに位置している。ノイシュタットは、広義にはハノーファーの周辺都市部に含まれるが、実際には比較的田舎町の特徴を備えている。平均人口密度は  124人/km2 であるが、中核都市部を除くと約 56人/km2 である。ノイシュタットの面積は 357.52 km2（ドイツの面積の約1/1000）で、面積の上でドイツ最大級の都市の1つであり、「アルテ・レンダー」（旧西ドイツ諸州）で最も広い郡所属都市である。

### 市の構成
ノイシュタット・アム・リューベンベルゲは、アインハイツゲマインデであり、中核市区（旧郡長所在都市）と、「ノイシュテッター・ラント」とも総称される33の市区（旧町村）から構成されている。
| 市区                       | 面積 (km2) | 人口 （2022年10月1日） | 人口密度 （人/km2） |
| -------------------------- | ---------- | ---------------------- | ------------------- |
| アーメドルフ               | 4.24       | 296                    | 70                  |
| アヴァーホイ               | 2.68       | 71                     | 26                  |
| バッセ                     | 8.08       | 602                    | 75                  |
| ベーヴェンセン             | 3.33       | 156                    | 47                  |
| ボルデナウ                 | 9.82       | 2,794                  | 285                 |
| ボルステル                 | 9.63       | 836                    | 87                  |
| ブラーゼ                   | 5.90       | 113                    | 19                  |
| ビューレン                 | 6.28       | 239                    | 38                  |
| ドゥーデンセン             | 9.72       | 520                    | 53                  |
| アイルヴェーゼ             | 16.59      | 1,660                  | 100                 |
| エムペーデ                 | 8.09       | 647                    | 80                  |
| エスペルケ                 | 12.22      | 709                    | 58                  |
| エーフェンゼン             | 3.48       | 116                    | 33                  |
| ハーゲン                   | 9.87       | 1,458                  | 148                 |
| ヘルストルフ               | 5.31       | 1,342                  | 253                 |
| ラダーホルツ               | 8.83       | 311                    | 35                  |
| ルッター                   | 6.96       | 204                    | 29                  |
| ルットマーゼン             | 4.58       | 146                    | 32                  |
| マンデルスロー             | 11.31      | 1,295                  | 115                 |
| マールドルフ               | 22.48      | 2,074                  | 92                  |
| マリエンゼー               | 9.52       | 1,092                  | 115                 |
| メテル                     | 10.08      | 508                    | 50                  |
| ノイシュタット（中核市区） | 38.46      | 20,018                 | 520                 |
| ニーデルンシュテッケン     | 9.09       | 467                    | 51                  |
| ネプケ                     | 12.09      | 629                    | 52                  |
| オッテルンハーゲン         | 19.21      | 1,612                  | 84                  |
| ポッゲンハーゲン           | 5.15       | 2,170                  | 421                 |
| シャルレル                 | 10.50      | 631                    | 60                  |
| シュネーレン               | 39.26      | 1,513                  | 39                  |
| シュテッケンドレッバー     | 6.55       | 327                    | 50                  |
| ズットルフ                 | 7.89       | 996                    | 126                 |
| フェスベック               | 7.75       | 407                    | 53                  |
| ヴェルツェ                 | 5.05       | 239                    | 47                  |
| ヴルフェラーデ             | 7.10       | 374                    | 53                  |

ノイシュタットはさらに、小さな、一時期は独立していた集落も包含している。バウミューレとブルネンボルステル（ラーデンホルツ市区）、ディンストルフ（ブラーゼ市区）、ヒンメルライヒ（エムペーデ市区）、メクレンホルストとモールドルフ（ポッゲンハーゲン市区）、シャルンホルスト（バッセ市区）、ヴァルメロー（エスペルケ市区）がそれである。
旧町村の多く（たとえばアーメドルフ、バッセ、ボルデナウ、エーフェンゼン、ハーゲン、ヘルストルフ、ラダーホルツ、マンデルスロー、マリエンゼー、ニーデルンシュテッケン、ネプケ、シュテッケンドレッバー、フェスベック、ヴァルメロー、ヴルフェラーデ）では、歴史と現状について、地方史に興味を持つ専門家が、一部では住民の協力を得ながら作成した年代記が存在する。

### 隣接する市町村および郡
ノイシュタット・アム・リューベンベルゲは、北東はハイデ郡、東はヴェーデマルク、南東はガルプセン、南西はヴンストルフ、西から北西はニーンブルク/ヴェーザー郡と境を接している。

### 地質学
北ドイツ平地全体がそうであるように、ノイシュタットの市域を含むアラー川、ヴェーザー川、ヴィーツェ川の間の地形も氷期に形成された。市域は3つの部分で構成されている。
- ライネアウエ（ライネ川沿いの草地）: 北から南に広がっており、中核市区付近では約 700 m から 200 m に狭まる。
- シュタインフーダー湖（ドイツ語版、英語版）とそれに続くトーテス・モーア
- モレーンなどの更新世の砂の丘陵: ライネ川西岸、市域の北部全体を覆う。

最後の氷期の氷結地域はノイシュタットにまで到達していなかった。そのため、風や（融解した）水の影響を受けただけであった。
地中には、ヴェアルデンフォーメーションと呼ばれる白亜紀後期の海洋堆積物があり、わずかながら地表でも見られる。これはライネ川が時代とともにこの堆積物の層に入り込み浸食したためである。現在白亜紀の地質を市内で見分けることは困難である。城館と内市街の一部はダイスター砂岩の小さな丘陵の尾根に位置しているのだが、これが後にリューベンベルゲの地名の由来となった（#地名の項参照）。白亜紀の堆積物は中核市街から東に向かって東部産業地区を越えて、メクレンホルストとズトルフとを結ぶラインにまで広がっている。
この砂岩は経済的にも重要であった。ライネ川の右岸には採石場があったが、その石材は地元で利用されるだけであった、前述のヴェアルデンフォーメーションは、小さな炭層を含んでおり、1870年代には3本の坑道が開削されたが、結局、わずかな量の石炭が採掘されただけであった。当時の製鉄所経営者が鉄鉱石を泥炭で精錬しようとしたが失敗したという神話が、今も残っている。

### 地名
現在の地名の起源は、1426年に現れる Nienstadt vor dem Rouwenberge で、集落近くの城砦は1493年に castrum Rouvenberg と記述されている。この地名の意味は明らかになっていない。Rouvenberg は、平らな土地に囲まれた石に覆われた丘陵であった。この地名は時代とともに簡略化され、1650年のマテウス・メーリアンの銅版画にすでに Neustadt am Rubenberge と記されている。
現在では経済的作物のテンサイ (ドイツ語: Zuckerrübe) は当時利用されていなかったため、Rübe との間の言語的な関係は考えにくい。

## 歴史

### 先史時代
現在の市域内では、人類史の様々な時代の遺物が発見されている。ポッゲンハーゲンなどの礫採取場から出土した品は旧石器時代後期のものとされている。ライネタールの旧石器時代にあたる時代のマンモスの歯などが見つかっている。
氷期の後、ノイシュタット地域でも地形が急激に変化した。ツンドラから一部に濃密な森さえ含む豊かな植生に変わったのである。中石器時代からは、特にシュタインフーダー湖周辺で漁業を専門とする人々が住む集落跡が形成された。
人が定住するようになったことで、ノイシュタット地方で漏斗状ビーカー文化の痕跡が見られるようになった。ノイシュタットとシュレーレンとを結ぶ道路沿いのブライテンシュタインベルクで見つかり、破壊された巨石墓もこれに含まれる。
この他に青銅器時代の墳墓や骨壷墓地も見つかっている。この頃からノイシュタットに森の鍛冶屋があったことが示されている。

### 古代および中世
初期の集落の痕跡は、市の南部リューニングスブルクの同名の墓地にある。これは中世初期、10世紀頃の環状土塁施設で、おそらく住民たちは避難城砦として利用していた。
ノイシュタット・アム・リューベンベルゲは1200年頃にヴェルペ伯ベルンハルト2世によって創設され、1215年に nova civitas（neue Stadt = 新しい街）と文献に記録された。史料には、その後数世紀にわたって様々な表記で記述がなされている。たとえば、1426年には Nienstadt vor dem Rouwenberge、1523年には Nygestadt といった具合である。当時周辺地域はヴェルペ伯領に属しており、ノイシュタットでヴェルペ伯領の銀貨が鋳造されていた。ベルンハルト伯は、世俗の中心地であるノイシュタットを建設した他に、修道女たちが世俗から離れて生活するシトー会マリエンゼー女子修道院を霊的中心としてその勢力圏内に建設した。この伯領は1302年にヴェルフ家のブラウンシュヴァイク＝リューネブルク公オットー厳格公に売却された。

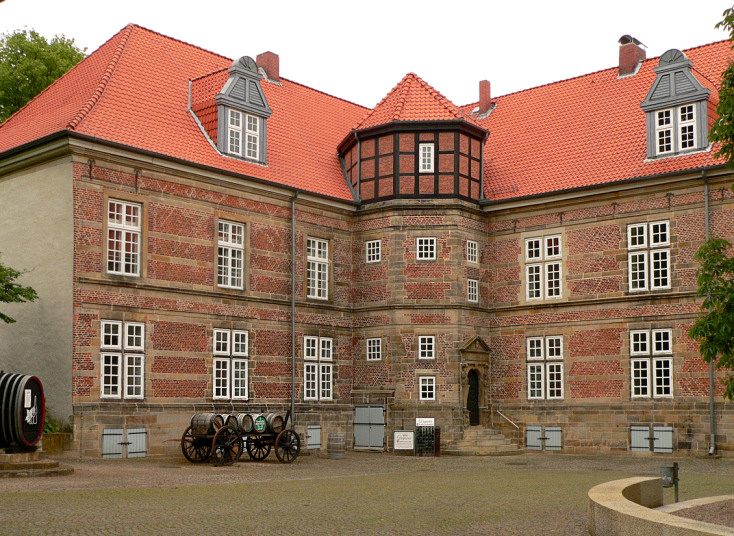
ランデストロスト城

### 16世紀
中世のノイシュタットのルーヴェンブルクで生まれたカレンベルク公エーリヒ1世は、35歳になった1505年にこの町を第2の宮廷都市とした。1563年に城の一部が火災の犠牲となった。息子のエーリヒ2世公が1573年に再建を始め、ヴェーザールネサンス様式の堂々たる城館ランデストロスト城となった。同時に彼は城を強化し、隣接するノイシュタットの街を16世紀の典型的な城塞都市に造り替えた。城館と都市は鋭角の堡塁を備えた防衛施設で囲まれた。そのために土塁が築かれ、深い水堀が掘られた。合わせて約10ヘクタールの城と街は全長 1,800 m の市壁を備えた土塁で囲まれた。市壁は、高さが 9 m、厚さは 2.3 m あった。土塁全体の幅は 37 から 42 m であった。要塞全体の構築は砲撃の発達に対応する要件を満たしていた。イタリアやオランダの堡塁要塞がそのモデルであった。建設は、他の町でも働いていたイタリア人技術者に依頼した。複雑な防衛施設によって防御を固めた城館は、当時の北西ドイツで最も強固な要塞の1つに数えられた。この建設により公はノイシュタットの街を「ランデストロスト」（直訳: 国の慰安）と改名した。しかし住民たちは、要塞建設の莫大なコストや、石材の切り出しで亡くなった多くの人たちのために、これを「ランデスフェアデルプ」（直訳: 国の荒廃）と呼んだ。「ランデストロスト」という名称は城の名前にだけ残され、公の死後1584年に街はその名前を元に戻した。

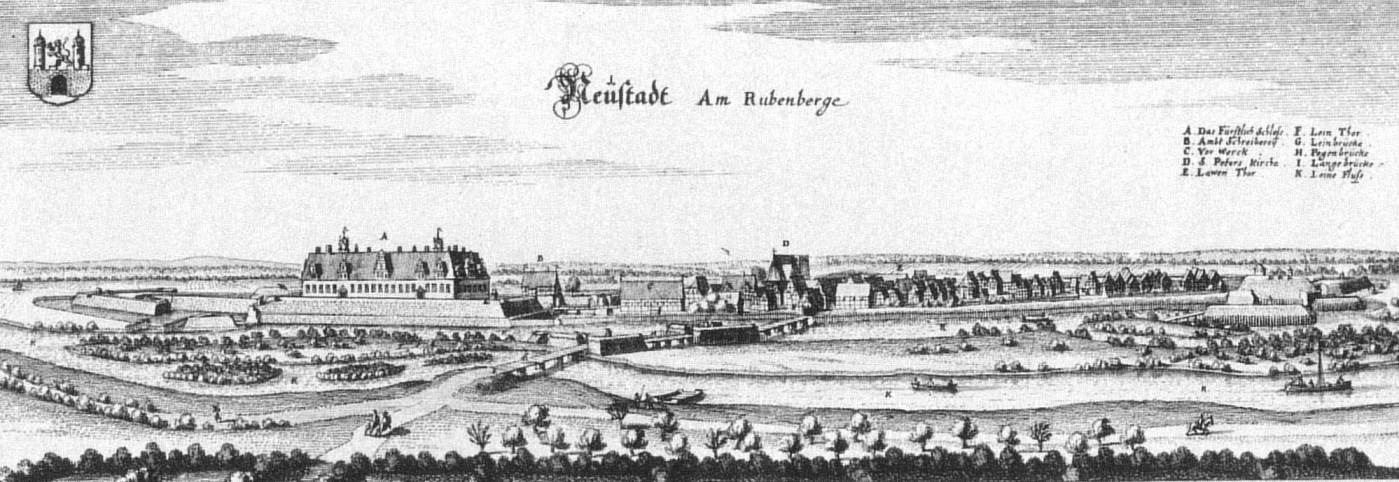
マテウス・メーリアンの銅版画に描かれた1650年ころのノイシュタット

ノイシュタットとその周辺地域は、1543年に福音主義＝ルター派に改宗した。三十年戦争では、1626年にティリー元帥が率いる約1,000人の兵士に15日間包囲された後、降伏した。街と、デンマークの銃士200人が護っていた要塞は大砲による砲撃を受けた。降伏した理由はおそらく、被害の大きさではなく、街の物資不足や防衛砲兵の不足であった。ティリー伯はランデストロスト城に4個中隊の歩兵を守備隊として配置し、9年間にわたって兵舎として利用した。1635年に街は3か月に及ぶ飢餓の末、解放された。
1727年、3回目の、最大の都市火災により、街の108戸の家屋のうち100戸が焼失したが、その後2年間でノイシュタットは現在のレイアウトに復興された。
ゲオルク2世が灰燼に帰したノイシュタット・アム・リューベンベルゲ復興のために、特に1727年に自らの資産から10万ターラーを寄付したことは、彼がいかに裕福で大金を寄付することができたかを物語っている。
1687年から1688年にライネ川に架かるレーベン橋が建設された。砂岩で造られた三連アーチのこの堂々たる橋は、2003年に改修がなされた。上部構造物は以前よりも幅広の車道構造に改築された。

### 19世紀

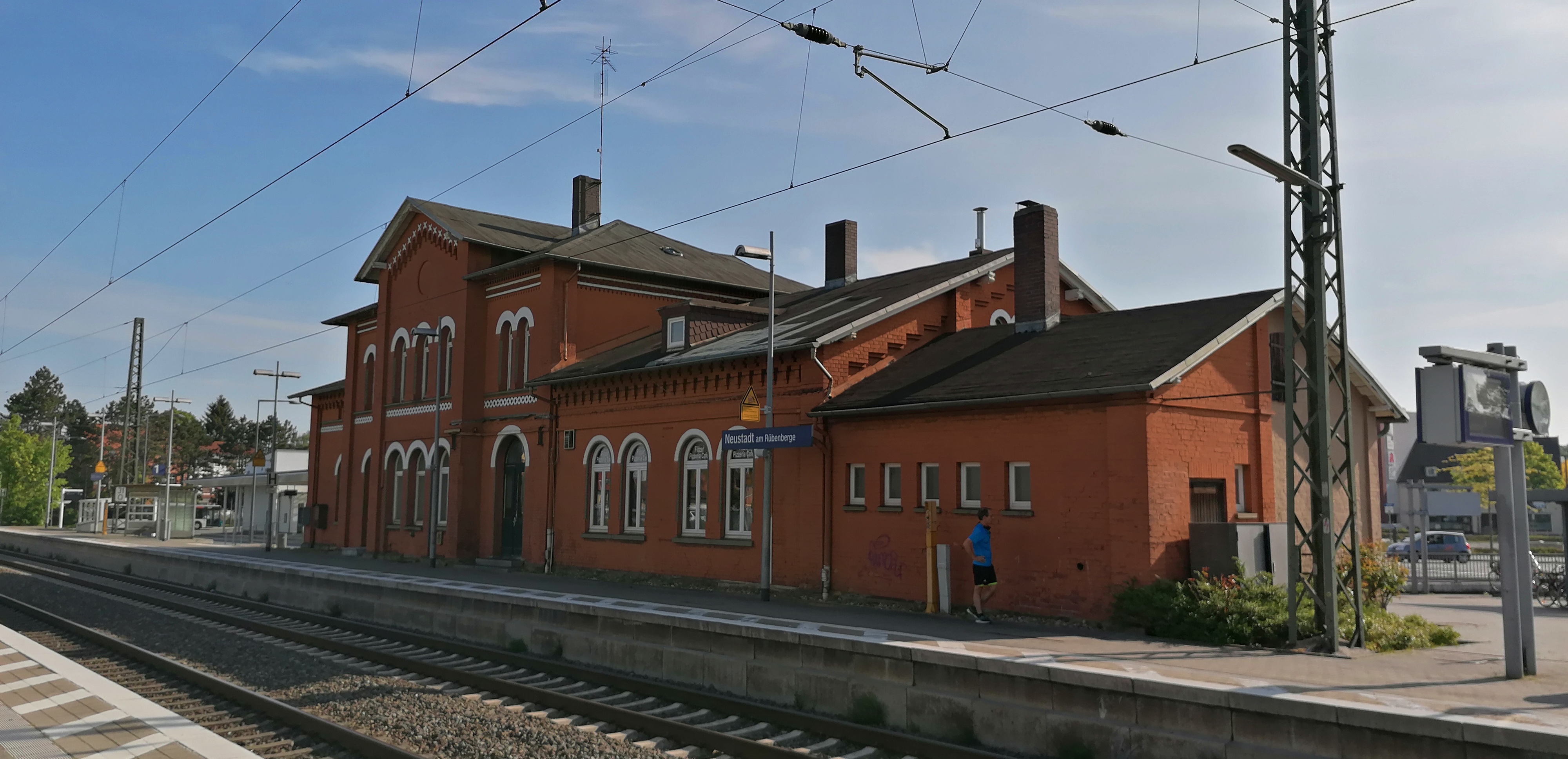
ノイシュタット・アム・リューベンベルゲ駅

1847年12月12日、ハノーファー - ブレーメン間を運行する最初の列車がノイシュタット駅に到着した。この頃のこの町の人口は、176戸、1,507人であった。
この街は1755年から、ノイシュタット・アム・リューベンベルゲ区裁判所の所在地となった。
1855年に、市街地とトーテス・モーアとの間にガラス工場を建設し、湿地で採取した泥炭を熱源とする計画が立案された。参加した企業間の紛争の後、政府は1856年に鉄道路線建設のための製鉄所の開設を許可した。ノイシュタットと鉄道で結ばれ、泥炭を燃料として利用できるという希望が工業企業の立地に有利であった。1857年にはすでに1,100人のシレジアやヴェストファーレンからの雇われ労働者が建設作業、排水作業、泥炭採掘作業に従事していた。完成後には、高炉、撹拌精錬炉、蒸気機関、泥炭を燃料とする圧延機が稼働した。しかしこの会社は短命で、1858年に倒産した。その理由は、リスクの高い投資と、他の製鉄所による販売の可能性に対する楽観的な計算にあった。泥炭も製鉄炉の燃料としては使い物にならず、石炭を購入しなければならなかった。この倒産によってノイシュタットの住民たちも、職場が失われ、街の投資が無駄になるといった影響を被った。1869年に企業家のベテル・ヘンリー・シュトロウスベルクが、ルーマニアでの鉄道建設での線路製造のためにこの製鉄所を買収した。1869年にはこの製鉄所で約500人が働いていた。シュトロウスベルクが1875年にサンクト・ペテルブルクで逮捕されたため彼の会社は破産し、ノイシュタットの製鉄所も1878年に閉鎖された。製鉄作業は1999年に最終的に停止した。その後は、屋根用フェルト製造業者と泥炭加工業者が工場の建物を利用した。
1885年にノイシュタット・アム・リューベンベルゲ郡が設けられた。この郡にはヴェルペ伯領が含まれた。その後30年以内に最初の学校と最初の密集集落が建設された。

### 20世紀
トーテス・モーア内の現在のアイルヴェゼ地区の南に、12年の工期の後、当時のドイツで最も高い建築物である高さ 260 m の通信塔が完成した。1914年6月に運用が開始され、ヨーロッパとアメリカ合衆国との間の通信が確立された。このイベントのために皇帝ヴィルヘルム2世がノイシュタットとアイルヴェゼを訪問した。この通信塔は、1931年に取り壊されるまで海外への無線電信の送信を行っていた。
第二次世界大戦中ノイシュタットには国家労働奉仕団 (RAD) の大きな廠営地があったが、1945年には東プロイセンやポーランドから招集された兵士の教育訓練集会所として利用された。彼らはここからドイツ国防軍に配属された。

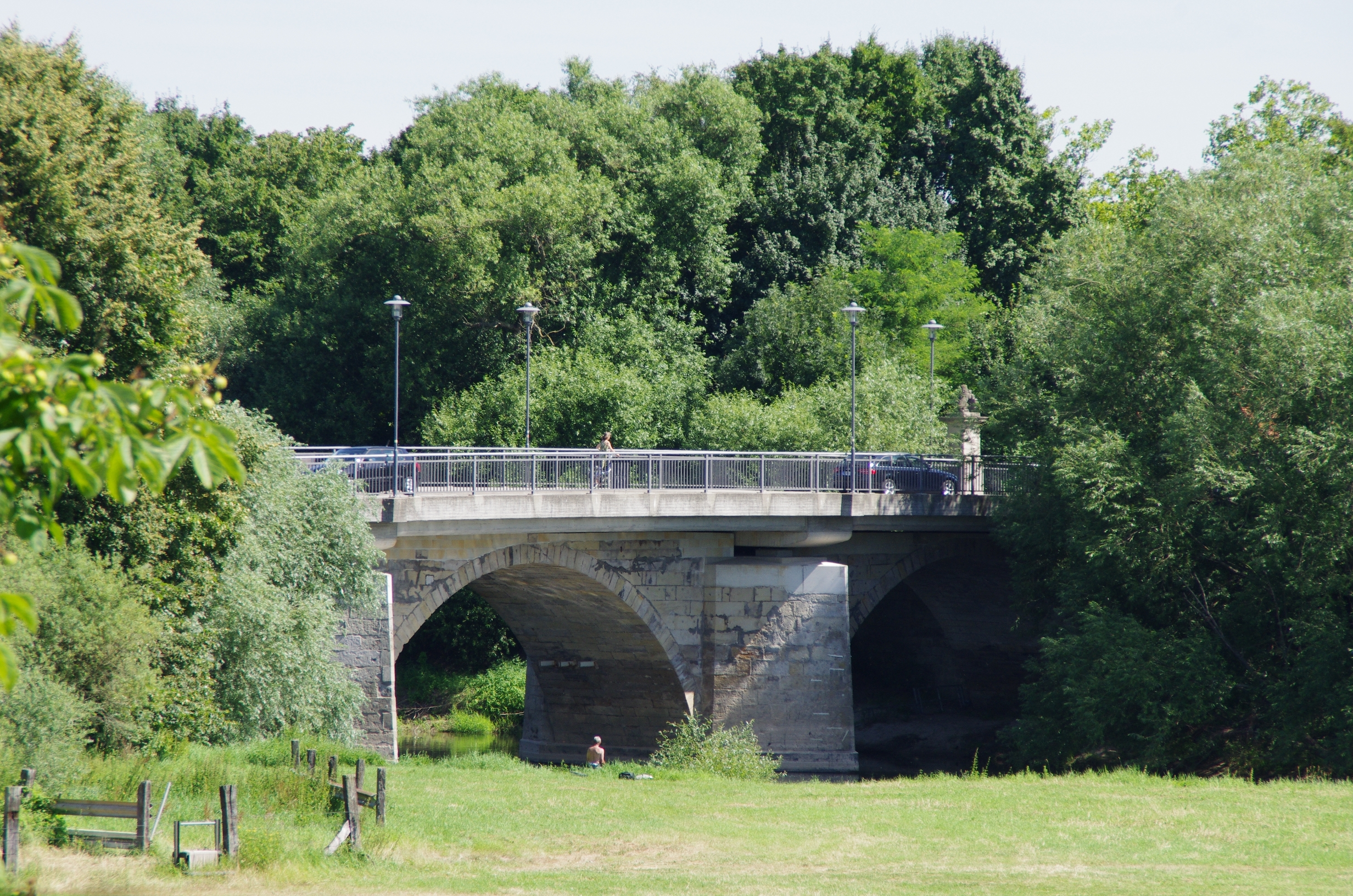
再建されたレーベン橋

戦争では、1687年に建設されたライネ川に架かる「レーヴェン橋」だけが破壊された。1945年4月、イギリス軍がこの橋を渡っているところをドイツ国防軍が爆破したのである。これにより24人のイギリス兵が死亡した。1945年4月7日のこの事件は、1950年5月5日に「ハノーファー・プレス」のノイシュタット地方版で詳しく報道された。
戦後この街の人口は爆発的に増加した。それはノイシュタットの大部分が破壊を免れ、多くの難民や故郷を逐われた人々が流入したためであった。
市壁は1948年までほぼ完全に遺っていたが、土地不足（市壁内の面積はわずか 1 km2 であった）のため、取り壊さざるを得なかった。ノイシュタットの交通の流れは、1981年に内市街の再開発により変化した。新しいコンクリート製の橋が、歴史的な内市街の交通負荷を軽減させている。第二次世界大戦後には、ポッゲンハーゲンにポッゲンハーゲン難民青年収容所が設けられた。
1960年代にノイシュタットにはとても多くの住民がいたのでギムナジウムが開校し、生徒たちは近隣都市のニーンブルクやヴンストルフへ行く必要がなくなった。数年後にはさらに共同型総合学校（NGS ノイシュタット）が開設された。また、多くのスポーツ施設（競技場、テニスコート、屋内プール）が設けられた。郡庁所在地ノイシュタットには郡立病院があった。現在はハノーファー広域連合病院に属すクリニークム・ノイシュタット・アム・リューベンベルゲである。
1965年から1966年に、建築家カール＝ハイツ・ロライの設計に基づき、ショッピングセンター・ヒベが建設された。
1974年3月1日の郡域再編によりノイシュタット・アム・リューベンベルゲ郡は廃止され、別の郡と統合されてハノーファー郡が成立した（ハノーファー市は含まれていなかった）。この郡は2001年11月1日にハノーファー市と融合してハノーファー広域連合となった。
ノイシュタット・アム・リューベンベルゲは2004年12月31日までハノーファー行政管区に属していたが、この行政管区はニーダーザクセン郡の行政管区と同様にこの日に廃止された。
旧ノイシュタット・アム・リューベンベルゲ郡のナンバープレートコードは NRÜ であった。1974年の地域再編以前に道路通行が認可された車両には、現在もこのナンバープレートがつけられている。それは主に農林業用に利用される車両やトレーラーである。

### 市町村合併
ニーダーザクセン州の地域再編に伴って、1974年3月1日にそれまで独立した町村であったアメドルフ、アヴァーホイ、バッセ、ベーヴェンセン、ボルデナウ、ボルステル、ブラーゼ、ビューレン、ドゥーデンセン、アイルヴェゼ、エムペーデ、エスペルケ、エーヴェンセン、ハーゲン、ヘルストルフ、ラダーホルツ、ルッター、ルットマーゼン、マンデルスロー、マールドルフ、マリエンゼー、メテル、ニーデルンシュテッケン、ネプケ、オッテルンハーゲン、ポッゲンハーゲン、シャルレル、シュネーレン、シュッケンドレッバー、ズットルフ、フェスベック、ヴェルツェ、ヴルフェラーデがノイシュタット・アム・リューベンベルゲ市に合併した。

## 住民

### 人口推移
以下のグラフに、各時点の市域における人口を示す。

ノイシュタット・アム・リューベンベルゲの人口推移

### 宗教

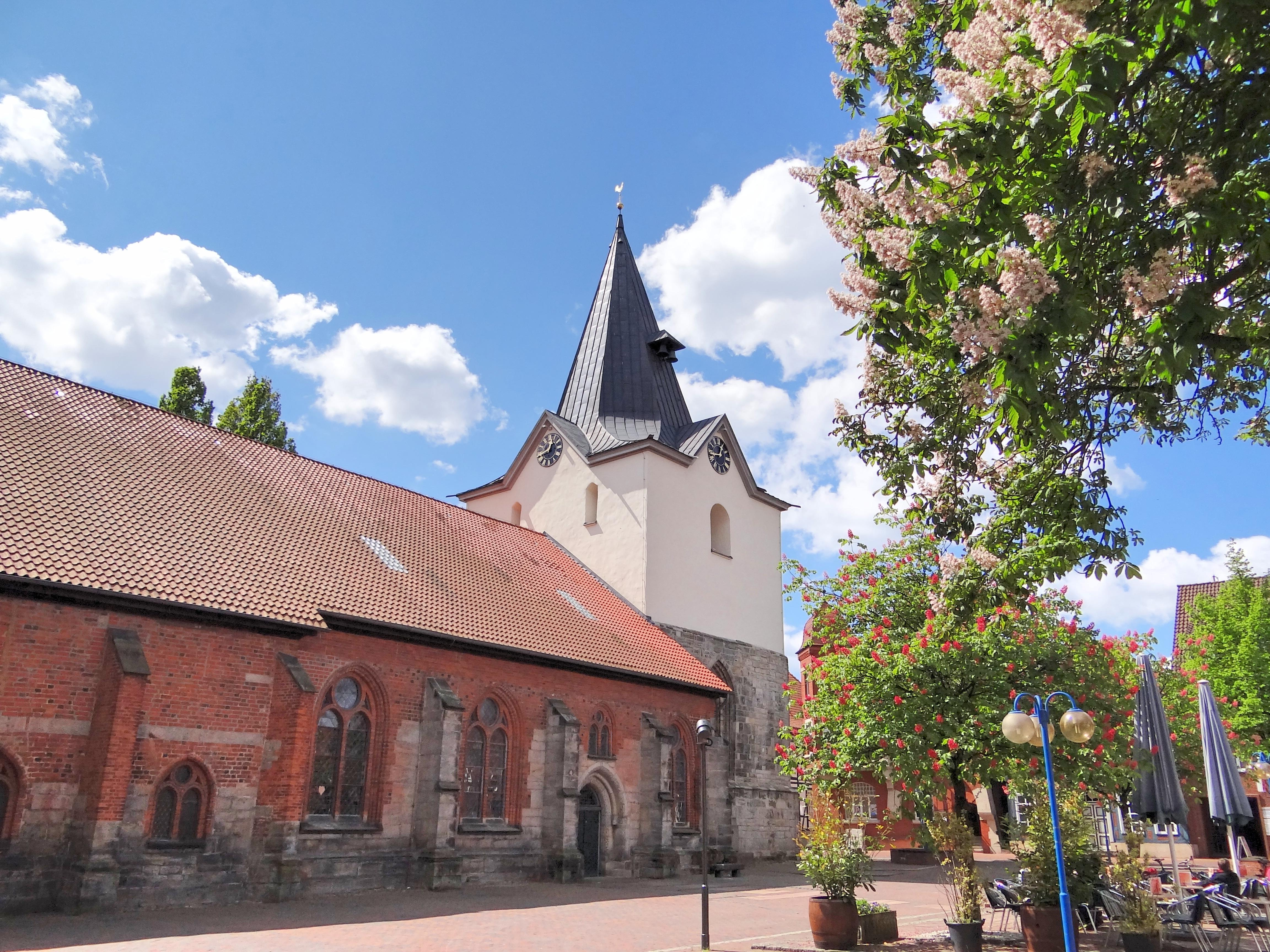
福音主義の聖母教会

ノイシュタット住民のほぼ半数がハノーファー福音ルター派州教会に属している。ノイシュタットの教会は、ノイシュタット＝ヴンストルフ教会クライスに属す。中核市区には2つの教会組織がある。1つはマルクト広場の歴史的な聖母教会、1つは「イム・ハイトラント」通りに1992年に完成したヨハネス教会である。この他に、ノイシュタットに合併した旧町村にも福音主義ルター派の教会が存在する。

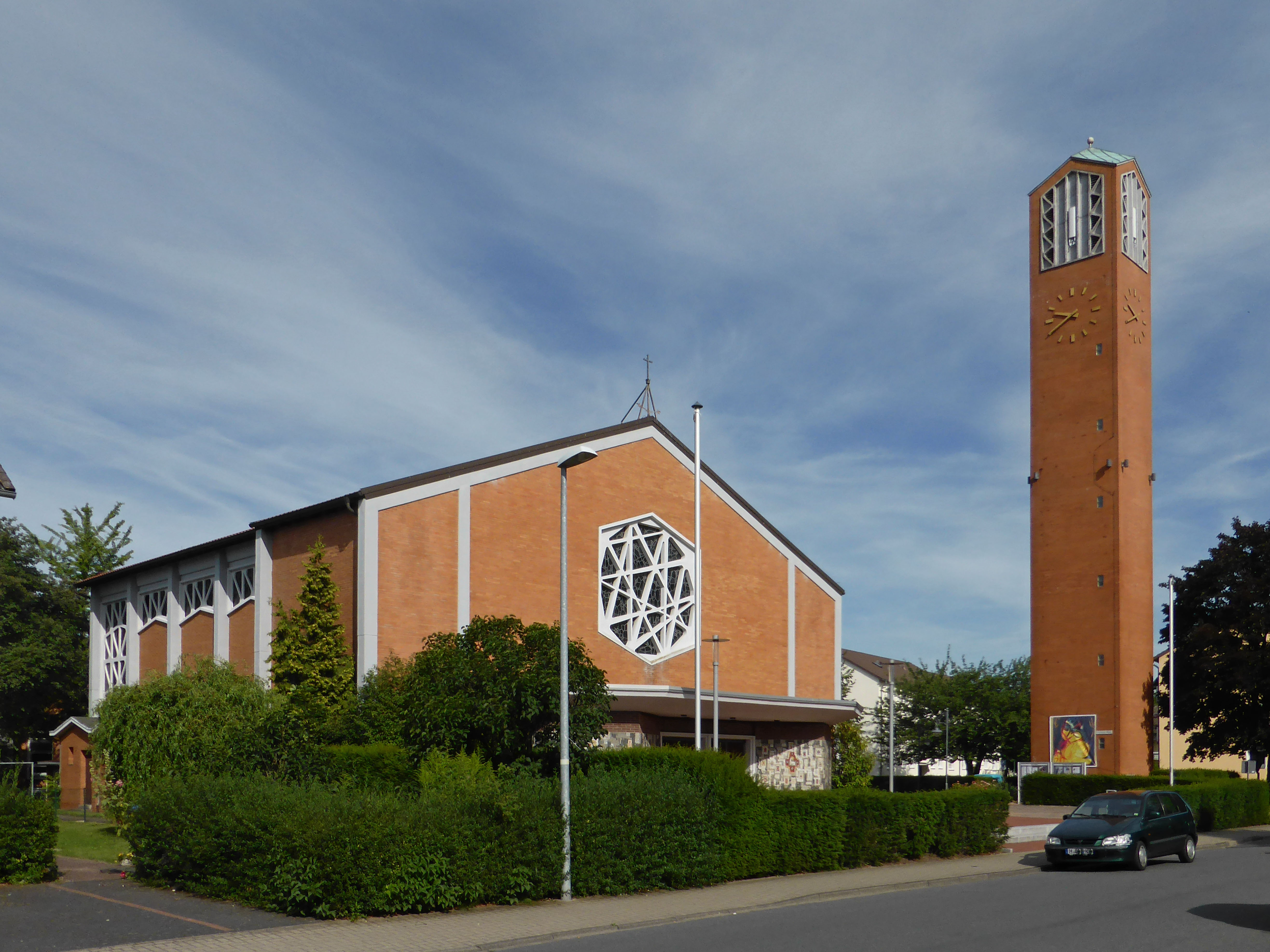
カトリックの聖ペーターおよびパウル教会

行政区分上のノイシュタットにはローマ＝カトリックの教区が2つあった。これらはヒルデスハイム司教区に属した。聖ペーターおよびパウル教会はポッゲンハーゲンとシュネーレンに支教会を有した。マンデルスロー聖マリエン教会はマンデルスロー、ハーゲン、ローデヴァルトに教会を持っていた。教区内の統廃合により両教会は廃止され、2006年11月1日に新たにノイシュタット聖ペーターおよびパウル教会が成立した。この教会はノイシュタットのビショフ＝ケッテラー広場に1965年に建設された聖ペーターおよびパウル教区教会を有し、マンデルスロー、ハーゲン、ポッゲンハーゲン、シュネーレンに支教会を有している。ローデヴァルトの教会はニーンブルクの教区に属したが、2015年に世俗化された。ハノーファー首席司祭区に属す統合後の聖ペーターおよびパウル教会は、5000人以上のカトリック信者を擁している。ヴンストルファー通りの幼稚園は2009年にファミリーセンターに拡充され、マンデルスローとシュネーレンの教会は世俗化された。マンデルスローの教会は現在個人所有であり、シュネーレンの教会は取り壊された。
ノイシュタット福音主義自由教会（バプテスト）は、福音主義自由教会連合に属す。この教会の創立は1961年である。1971年にニーンブルガー通りの建物を購入し、その後教団ハウスを建設した。1991年に教団ハウスの近くに保育園を開園した。
新使徒教会は「クライナー・テーゼル」通りにある。
Christengemeinde-ノイシュタット e.V. は、教会連合 Gemeinde der Christen ecclesia e. V. およびプフィングスト自由教会連合に属す。この教会はニーンブルガー通りにある。
セブンスデー・アドベンチスト教会はヴィントミューレン通りにある。

## 行政

### 市議会
ノイシュタット・アム・リューベンベルゲ市の市議会は40議席からなる。これは人口40,001人から50,000人の自治体の議会の議員定数である。議員は5年ごとに住民の直接選挙で選出される。
市議会ではこの他に市長も投票権や発言権を有している。

### 首長
2019年11月1日からドミニク・ヘルプスト (Grüne) が市長を務めている。彼は2019年6月16日の市長選挙決選投票でクリスティーナ・シュリッカーに勝利した。その先代の市長 ウーヴェ・シュテルンベック (Grüne) は15年間市長を務めた。

### 青年議会
ノイシュタット市には青年議会があり、13人の若者が議員を務めている。選挙権および被選挙権を持つのはノイシュタット・アム・リューベンベルゲ市内に住む12歳から18歳までの青年である。青年議会の選挙は2年半ごとに行われる。青年議会はその中から青年市長とその代行者を選出する。市長のドミニク・ヘルプストは2006年に青年市長に選ばれていた。

### 地区議会
ノイシュタット・アム・リューベンベルゲの各地区には地区議会があり、合わせて13の議会に129人の議員がいる。

### 紋章
ノイシュタット・アム・リューベンベルゲの紋章デザインは、地元の芸術家で教師のフリッツ R. ザケヴィッツによってなされた。
- この古くから伝わる紋章についてノイシュタット・アム・リューベンベルゲ市が認可を受けているかどうかは、確定できていない。紋章は1954年にデザインが改編されたが、この改編は認可を必要とされなかった[18]。
- 1974年3月1日、ノイシュタット・アム・リューベンベルゲ市が新設されたが、市はこれまでのノイシュタット・アム・リューベンベルゲの紋章を受け容れることとし、ハノーファー郡は1976年5月7日にこれを認可した[18]。

図柄: 銀地に赤い胸壁。壁には開いた門と青い落とし格子があり、2本の青い屋根の尖塔が2本そびえている。塔の間の壁の上に、直立して赤い爪や舌で威嚇する青い獅子。
紋章の由来: 現在の市の紋章は、古いノイシュタット市の印章を本質的な部分で引き継いでいる。1308年4月17日の、知られている最も古いノイシュタットの印章（ロックム修道院文書館 Nr. 677）は、2本の塔がある市壁を描いたものである。かつては都市の自由と田舎の不自由、あるいは農業経済と専門的分業地との間の境界であった市壁は、中世都市の印であり、市の歴史と伝統のシンボルであった。1302/03年にヴェルペ伯領からリューネブルク公オットー厳格公の支配下に移行したことで、古い領主の象徴であったヴェルペ家の水牛の角に替わって、リューネブルク家の青い獅子が領主の象徴として市の紋章の壁の上に掲げられることになった。1308年の市の印章には、塔の間に、聖母教会の守護聖人である幼児を抱いて座る聖マリアが描かれていた。おそらく宗教改革の結果聖母像が消され、空いたスペースに直立した獅子が描かれたのであろう。1547年の市の印章（ハノーファー中央文書館 Cal. Or. 100 Kleinere Calenberg. Städte Nr. 43）には現在の位置に獅子が描かれている。

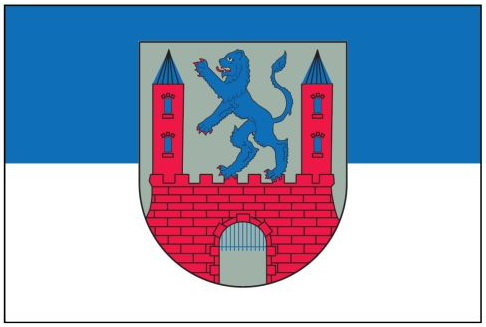
ノイシュタット・アム・リューベンベルゲの旗

### 旗
図柄: 背景は白/青の上下二分割。中央に街の紋章。
旗の由来: 白は、すでに1727年にノイシュタット・アム・リューベンベルゲ市の紋章に用いられている銀色と等価である。青は、紋章の青いリューネブルクの獅子に由来する。

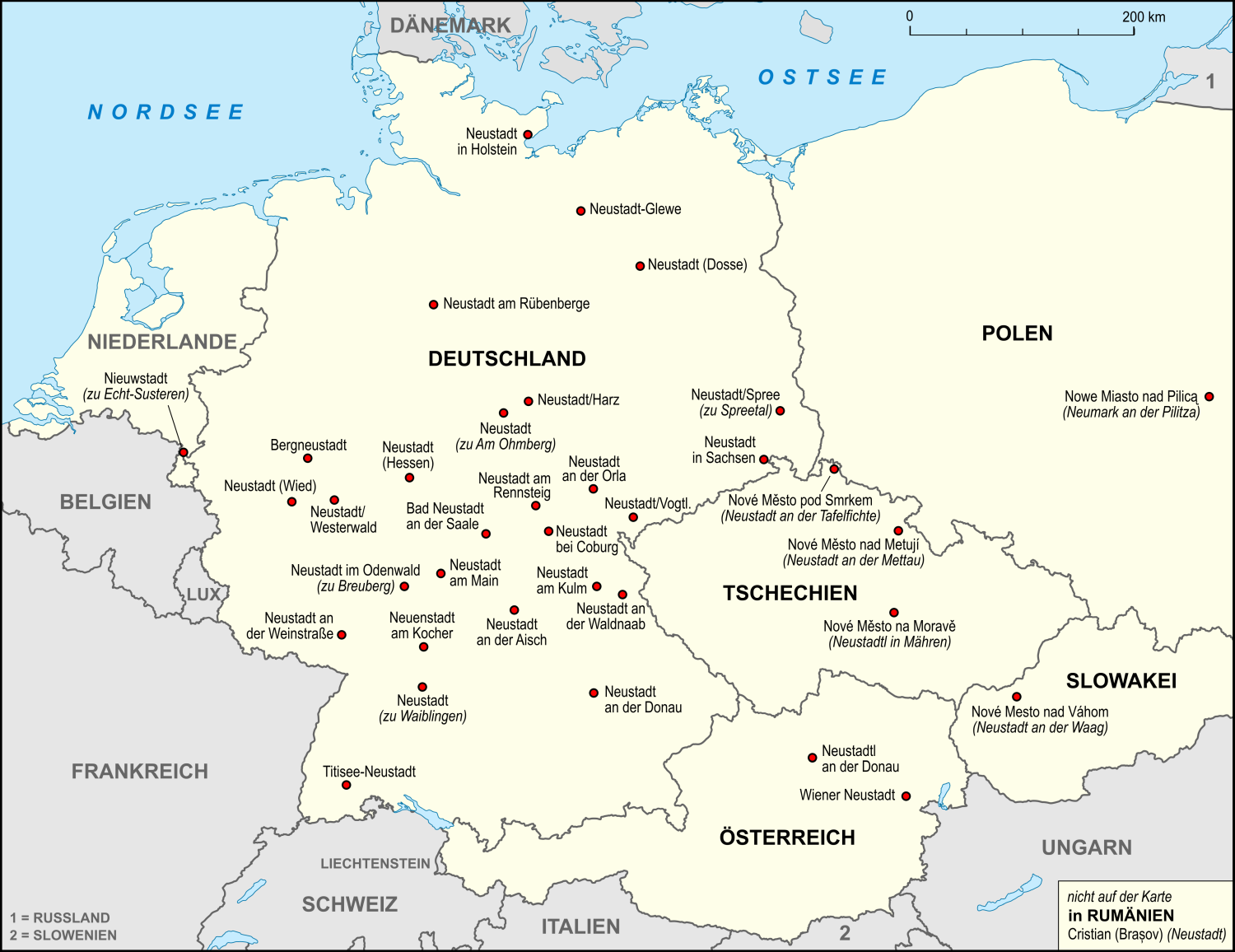
ヨーロッパのノイシュタイン作業共同体加盟都市

### 姉妹都市
- ラ・フェルテ＝マセ（フランス語版）（フランス、オルヌ県）

この他に本市は、7カ国（ドイツ、オーストリア、ハンガリー、ポーランド、チェコ、スロヴァキア、オランダ）、37の自治体からなる（2014年現在）国際的な「ヨーロッパのノイシュタット作業共同体」の加盟都市である。

## 文化と見所

### ノイシュタット地区の建築
- 福音主義ルター派の聖母教会は13世紀にロマネスク様式のバシリカとして建設され、1502年にエーリヒ1世によって建て直された。これ以後、身廊はゴシック様式のレンガ造りとなった。一部が損壊していた塔（ドイツ語版、英語版）は1828年に現存するものに建て替えられた。これは2004年と2006年に全面的に改修された。
- 防衛施設や南堡塁を持つランデストロスト城とセイヨウシデ（ドイツ語版、英語版）の木陰の道
- 都市防衛施設の遺構であるエーリヒスベルク堡塁
- リューニングスブルク市立墓地近くの土塁城砦リューニングスブルク
- マルクト通り4番地の市庁舎。砂岩の土台の上に建てられた寄棟屋根の木組み建築は、大火の後1728/29年に新たに建設された。1830年に古典主義様式に改築された。漆喰塗りされた正面には玄関に続く2列の外階段が設けられている。
- 市庁舎に真向かいに建つ見張り小屋は19世紀に夜警の住居として建設された。この建物は牢としても利用された。
- 住居。内市街の風景は元々は破風を道路に向けた木組みのディーレンハウス[注 2]によって形成されていた。度重なる火災や戦後に行われた破壊によって、現在では数例が遺るだけである。特に魅力的なのはミッテル通り29番地の建物である。この小さな木組みのディーレンハウスは18世紀前半に建設された。土間の入口は数年前にやっと復元された。ヴィントミューレン通り19番地および20番地の建物は、1727年の大火を免れて現存する最後の民家である。これらはおそらく1672年に建設された。他の木組み建築は聖母教会の周辺に建っている。アン・デア・リーベフラウキルヒェ2番地の半切妻屋根の3階建ての家は、1728年に建設された可能性が高い。ただし、古典主義様式の玄関は1831年から1833年の間に改築されたものである。4番地と6番地のとても簡素な木組み建築はこれよりもやや後に建てられた。児童学校として使われている8番地の建物は1703年から1707年頃に建設された。前面部には通り抜けできる土間が遺っている。この建物の煙突には何年も前からコウノトリのつがいが営巣している。簡素な木組み建築が建つヴァル通りの町並みは1851年以後に形成された。ハノーフェルシェ通り沿い（1番地）には、1815年頃に建設された2階建ての家がある。リヒターハウス（シュロス通り2番地）は、1830年頃に3階建ての漆喰塗り古典主義建築として建設された。寄棟屋根を戴き、1階は粗面積みで構築されている。その近くに建つシュロス通り3番地の家屋は、1800年頃の木組みディーレンハウスを、19世紀の終わり頃にゴシック様式のレンガのファサードに改築したもので、このため堅牢な印象の建物になっている。

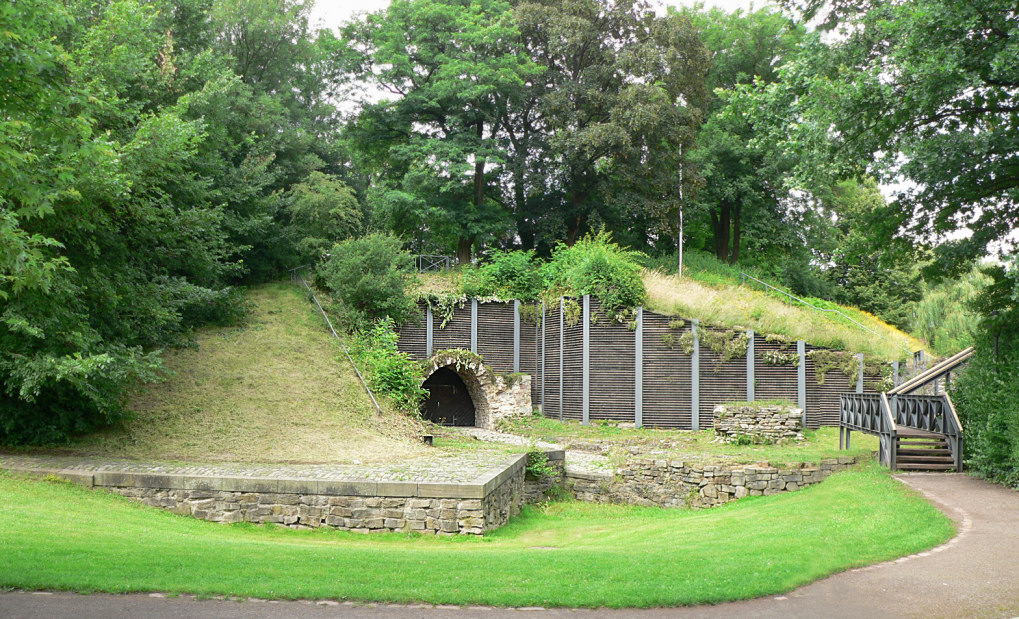
エーリヒス砦
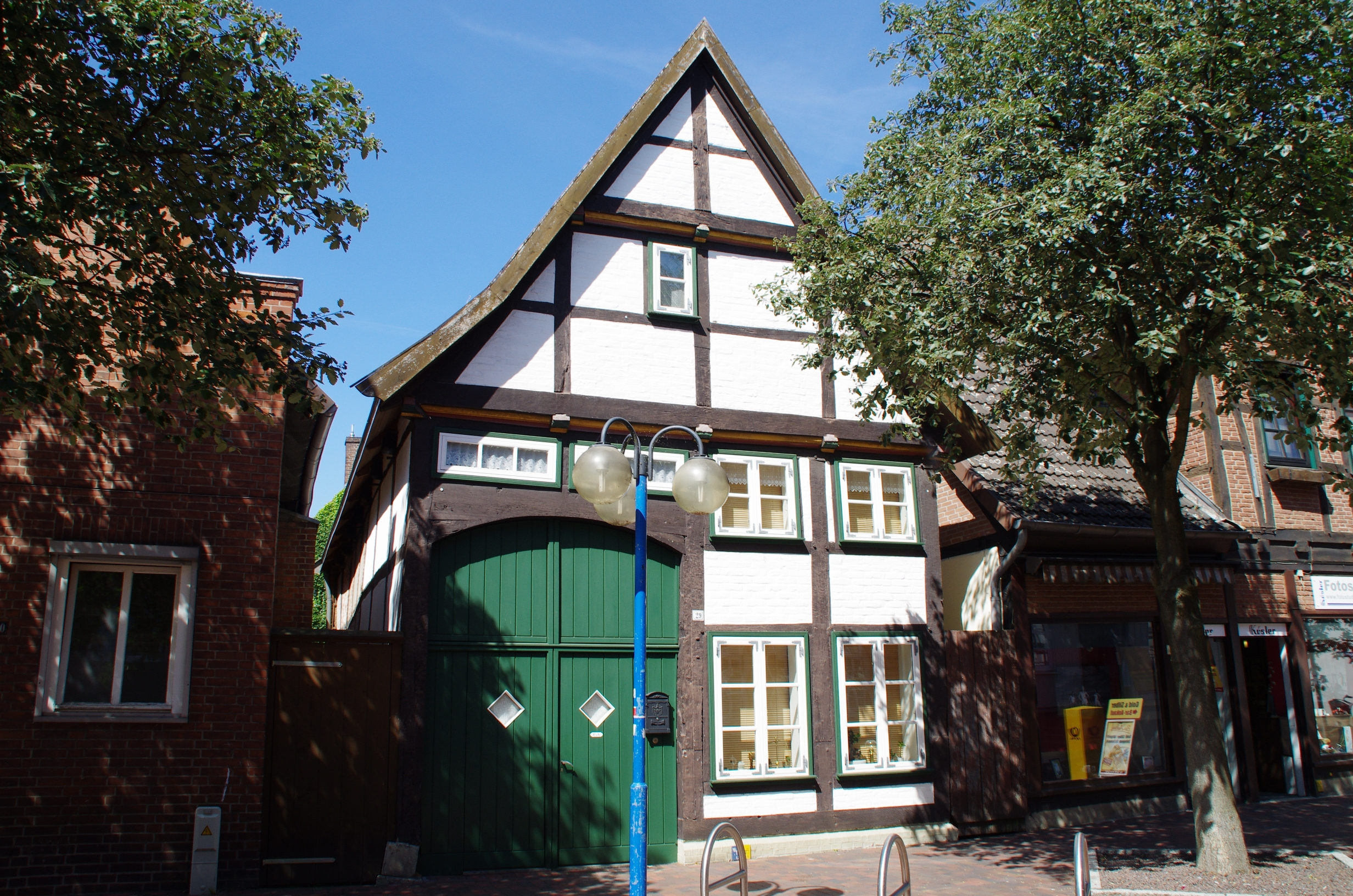
ミッテル通り29番地の家
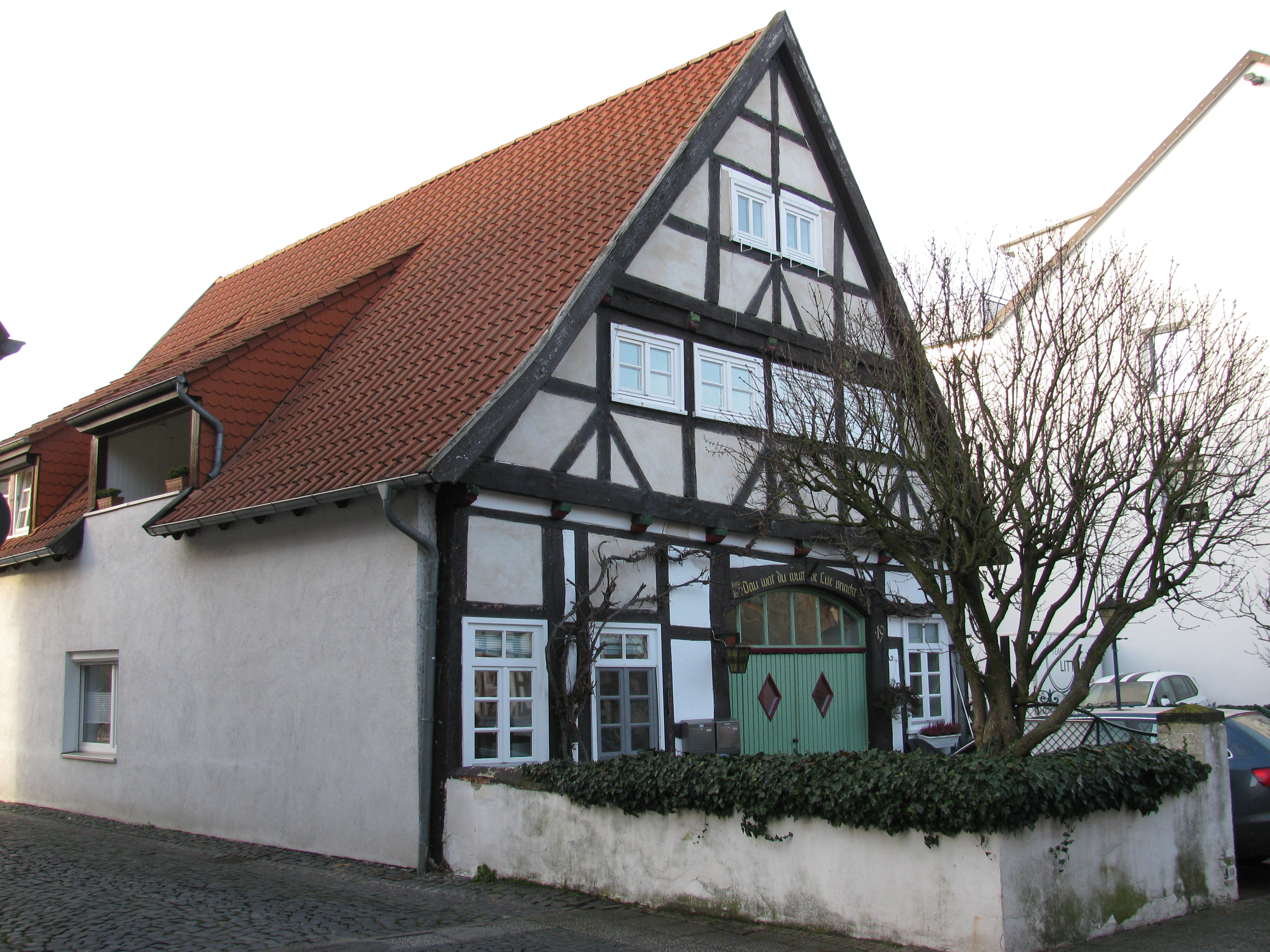
ヴィントミューレン通り19番地の家
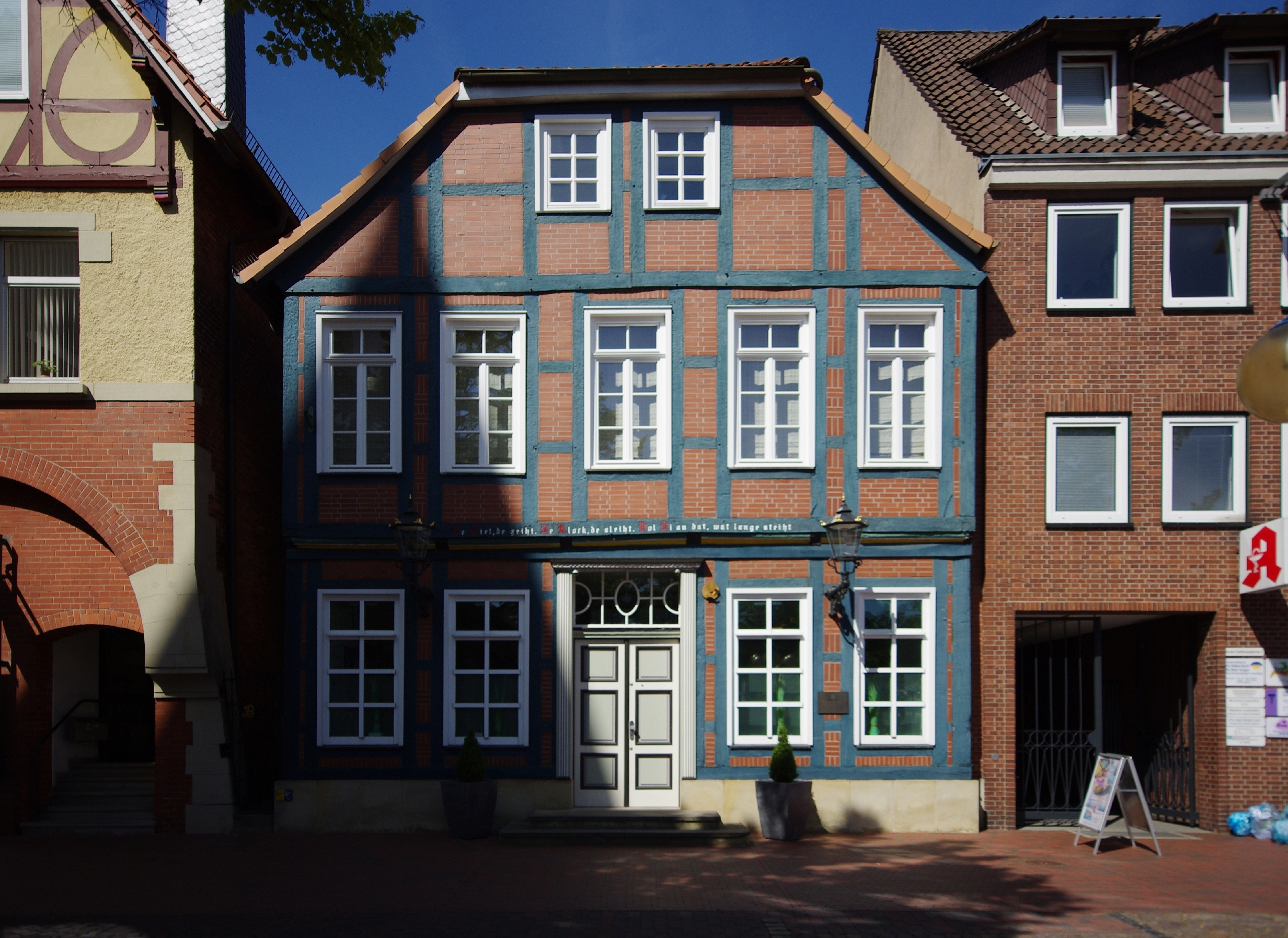
アン・デア・リープフラウエンキルヒェ2番地の家
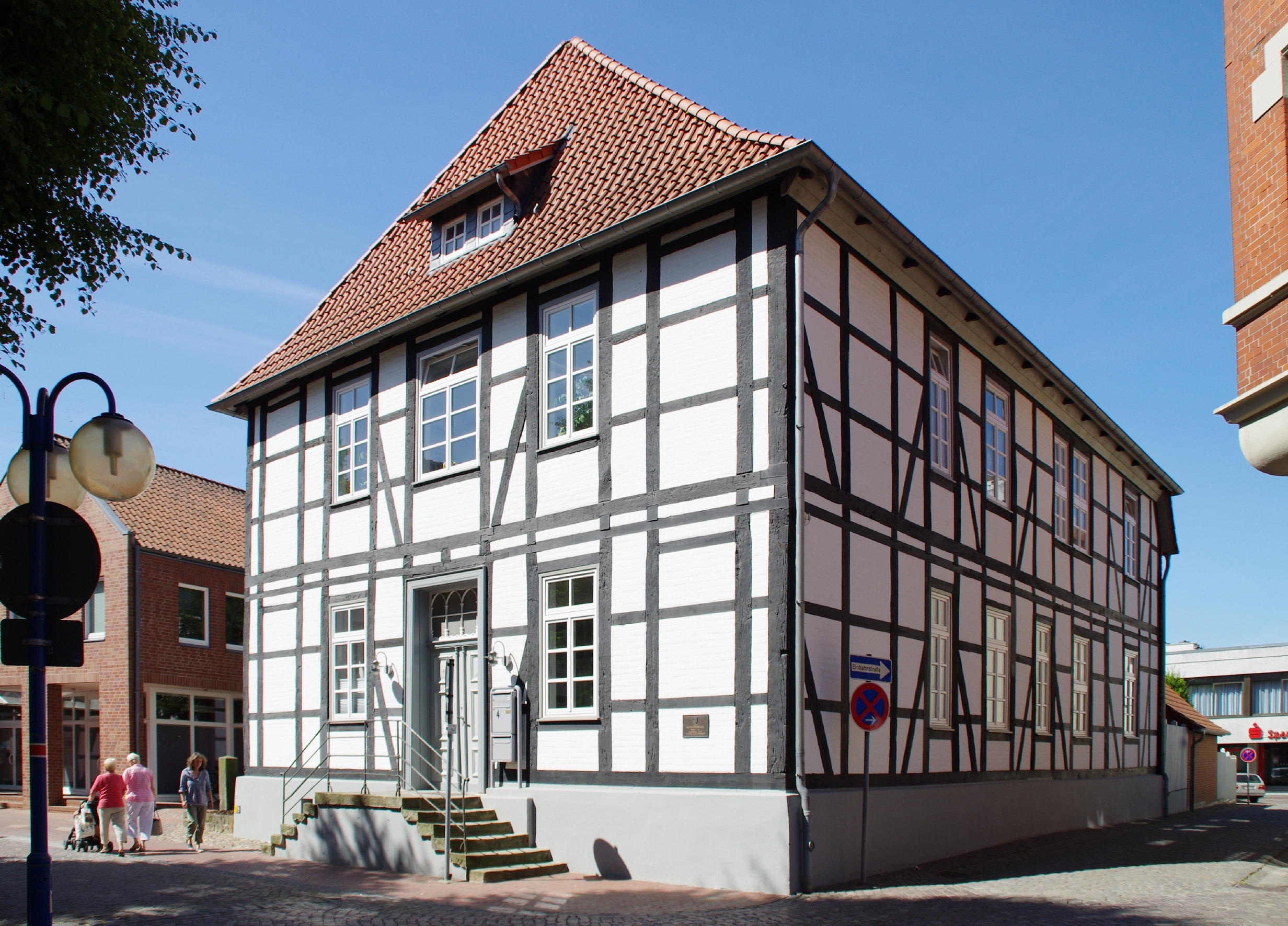
アン・デア・リープフラウエンキルヒェ4番地の家
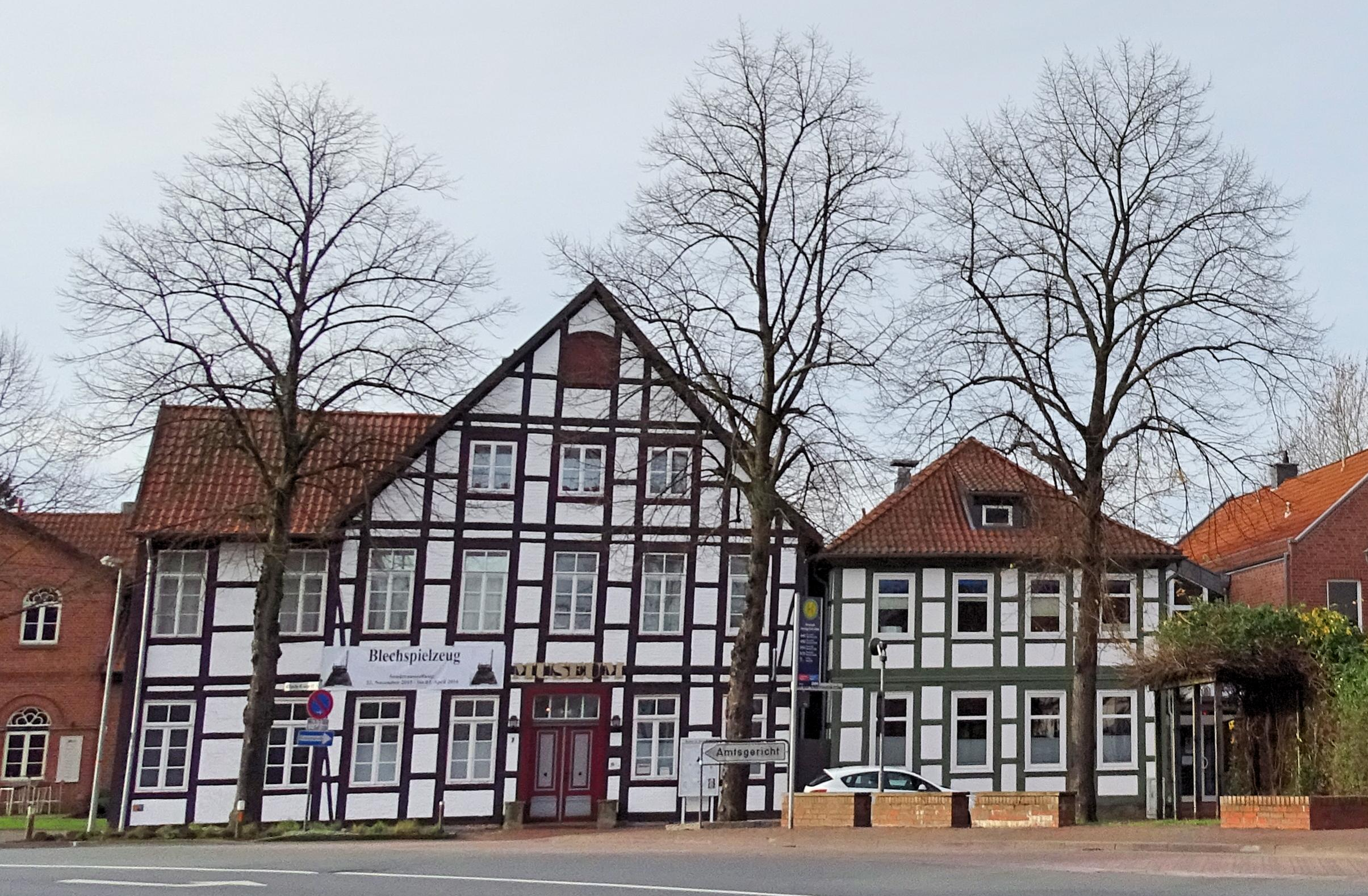
アン・デア・リープフラウエンキルヒェ6番地と7番地の家
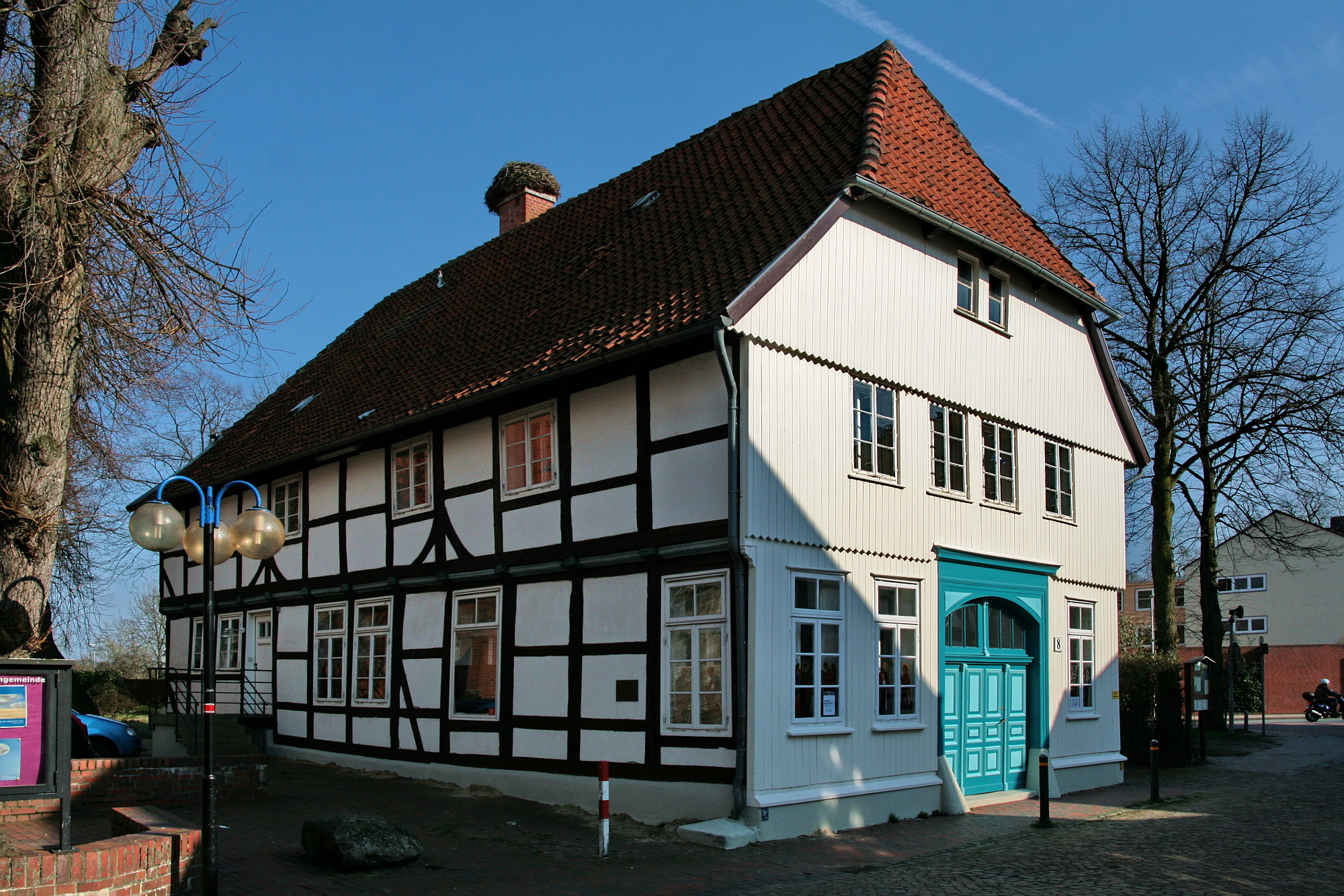
アン・デア・リープフラウエンキルヒェ8番地の児童学校
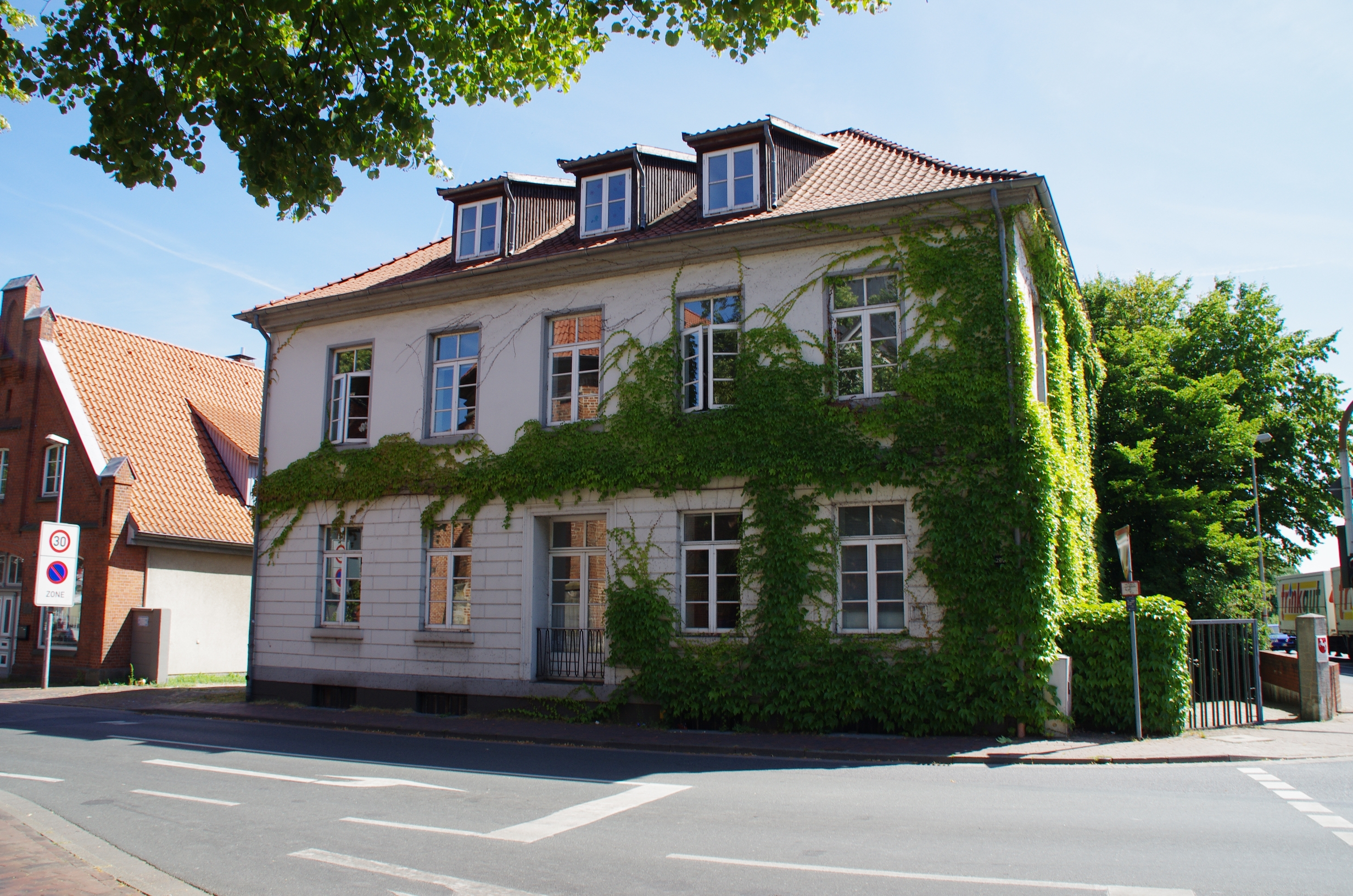
シュロス通り2番地のリヒターハウス
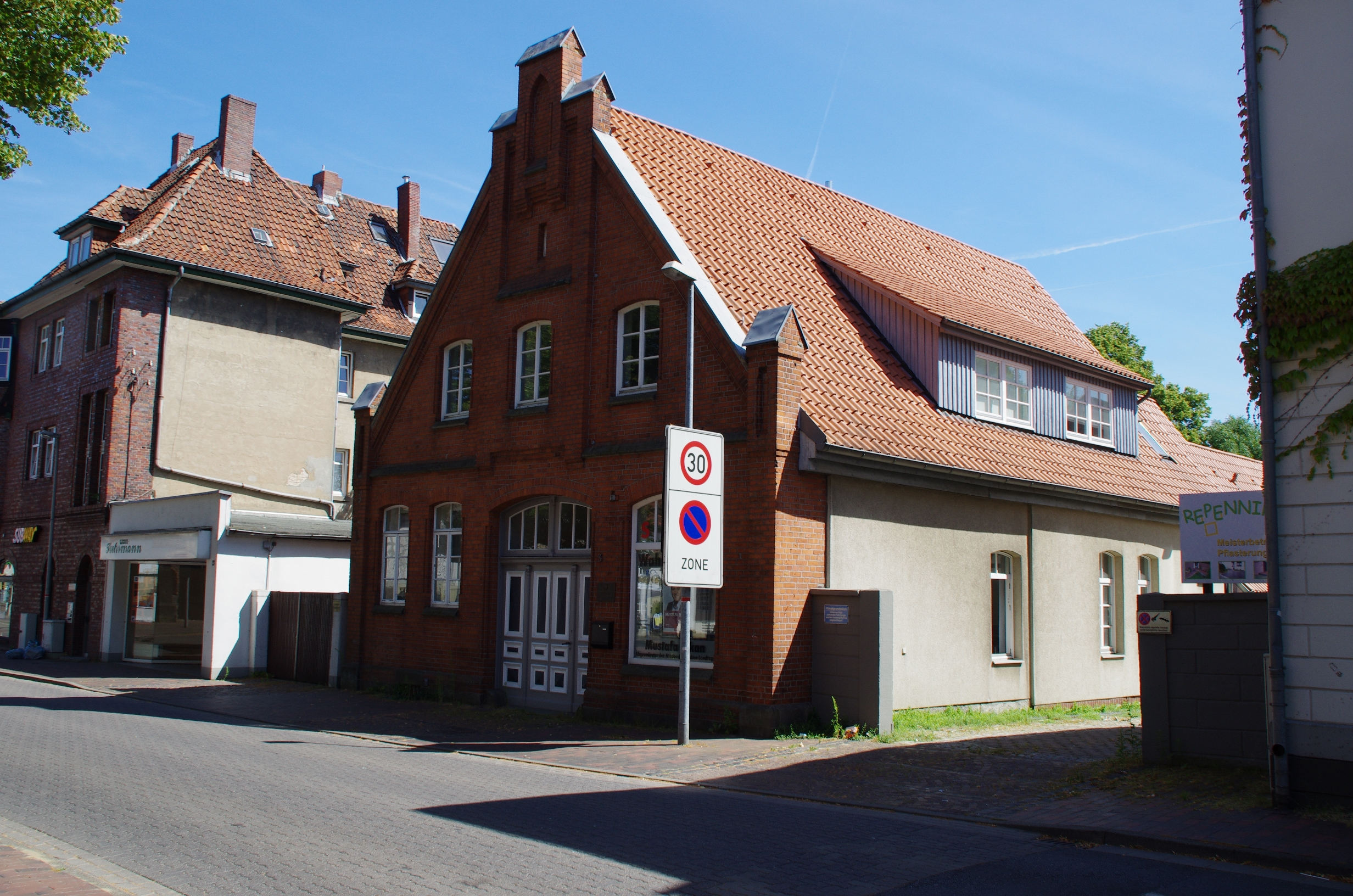
シュロス通り3番地の家

### その他の市区の建築
- 聖オスダグ教会（マンデルスロー）
- ヘルストルフ蹄鉄鍛冶
- ドゥーデンセン風車
- ラダーホルツ水車
- アメドルフ十分の一税倉庫
- マリエンゼー修道院
- ヨハネス礼拝堂メテル
- エーヴェンセン騎士館
- エスペルク礼拝堂
- ニーデルンシュテッケン聖ゴルゴニウス教会

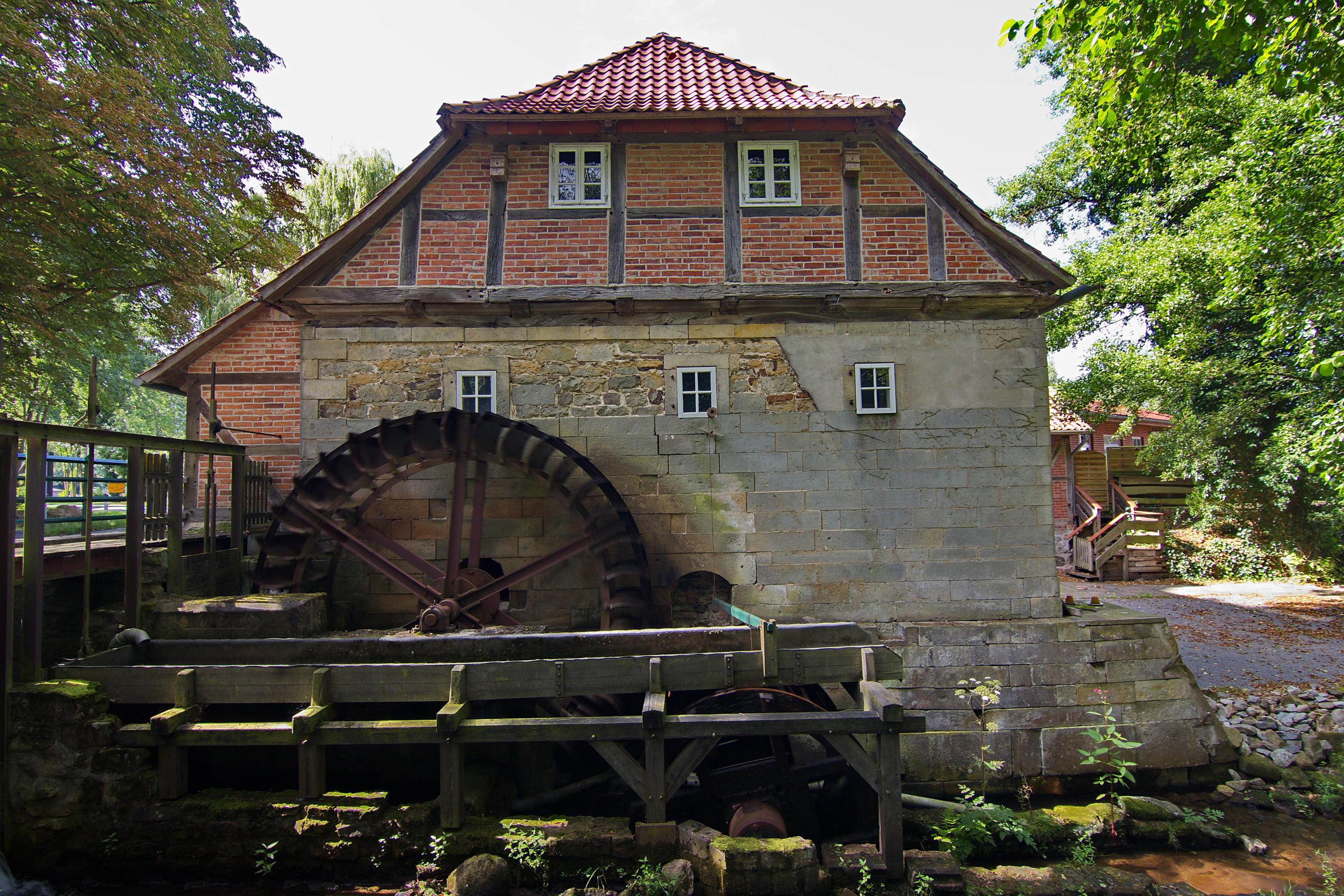
ラダーホルツ水車

- ゲルハルト・フォン・シャルンホルストの生家（ボルデナウ）

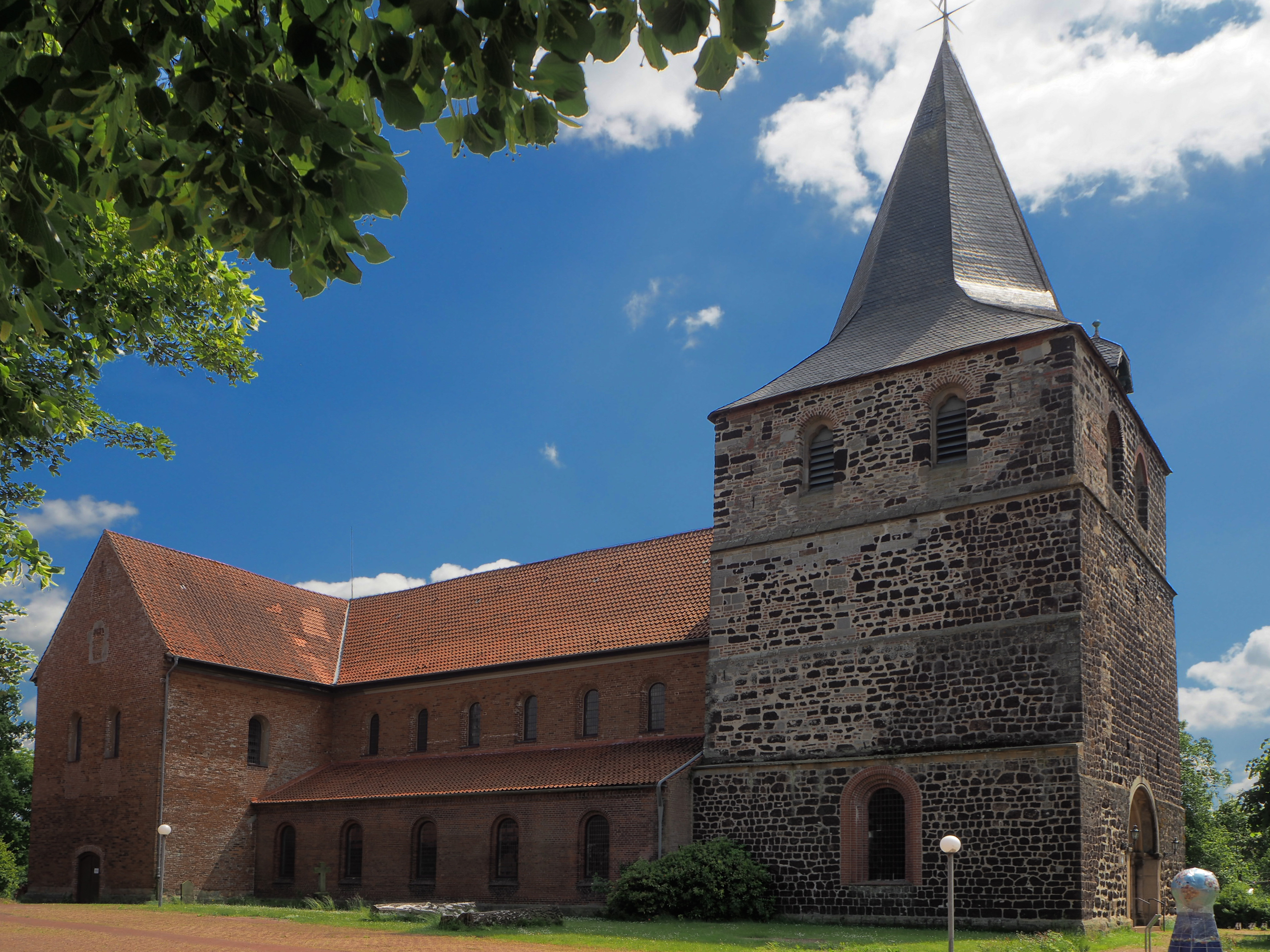
マンデスルローの聖オスダグ教会
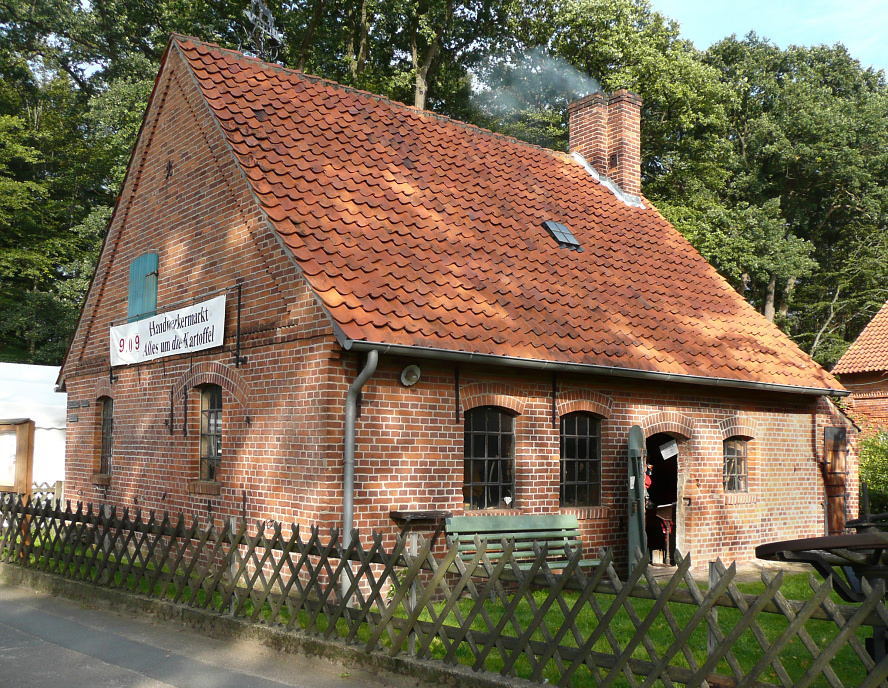
ヘルストルフの鍛冶屋
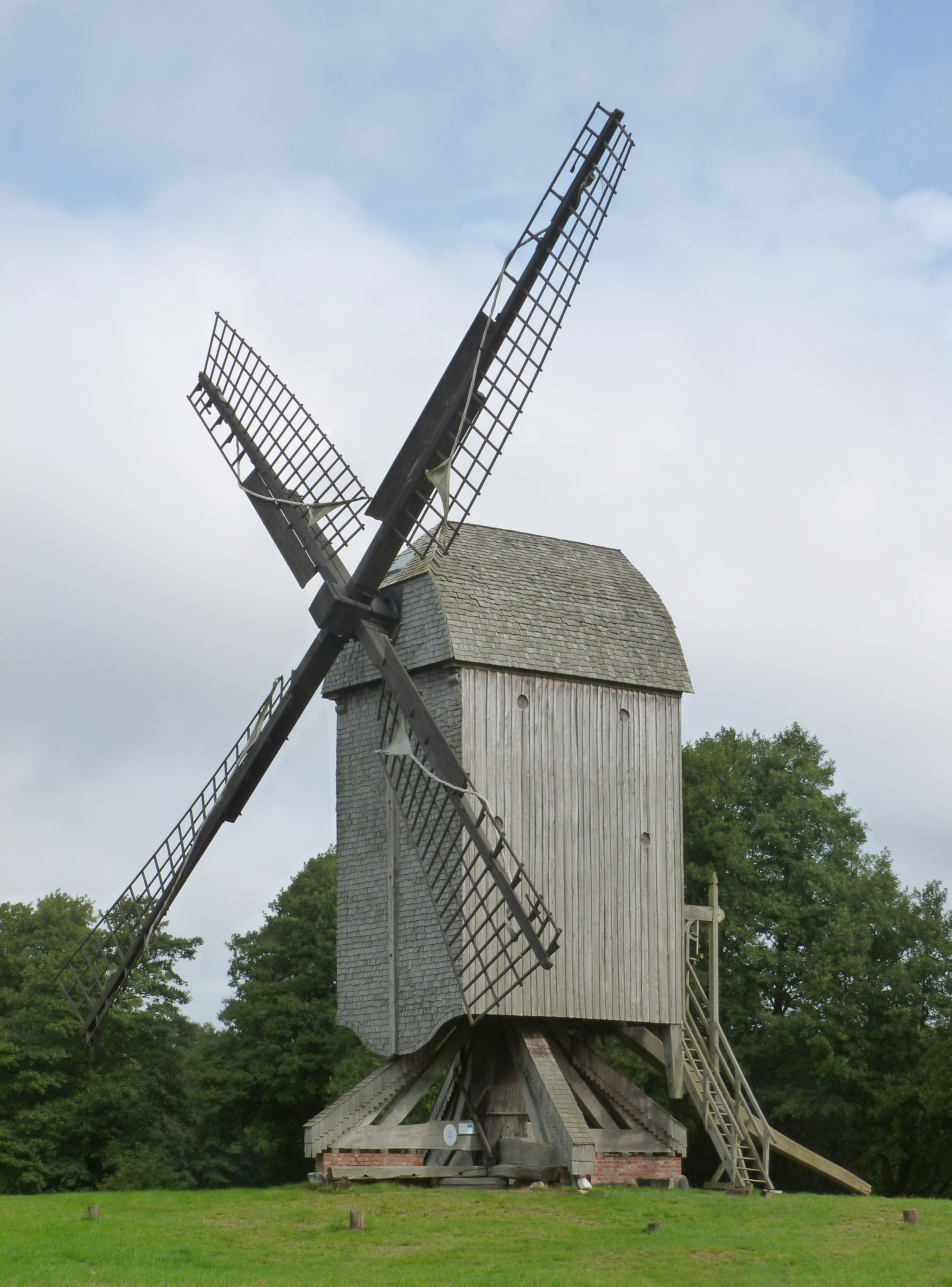
ドゥーデンゼンの風車
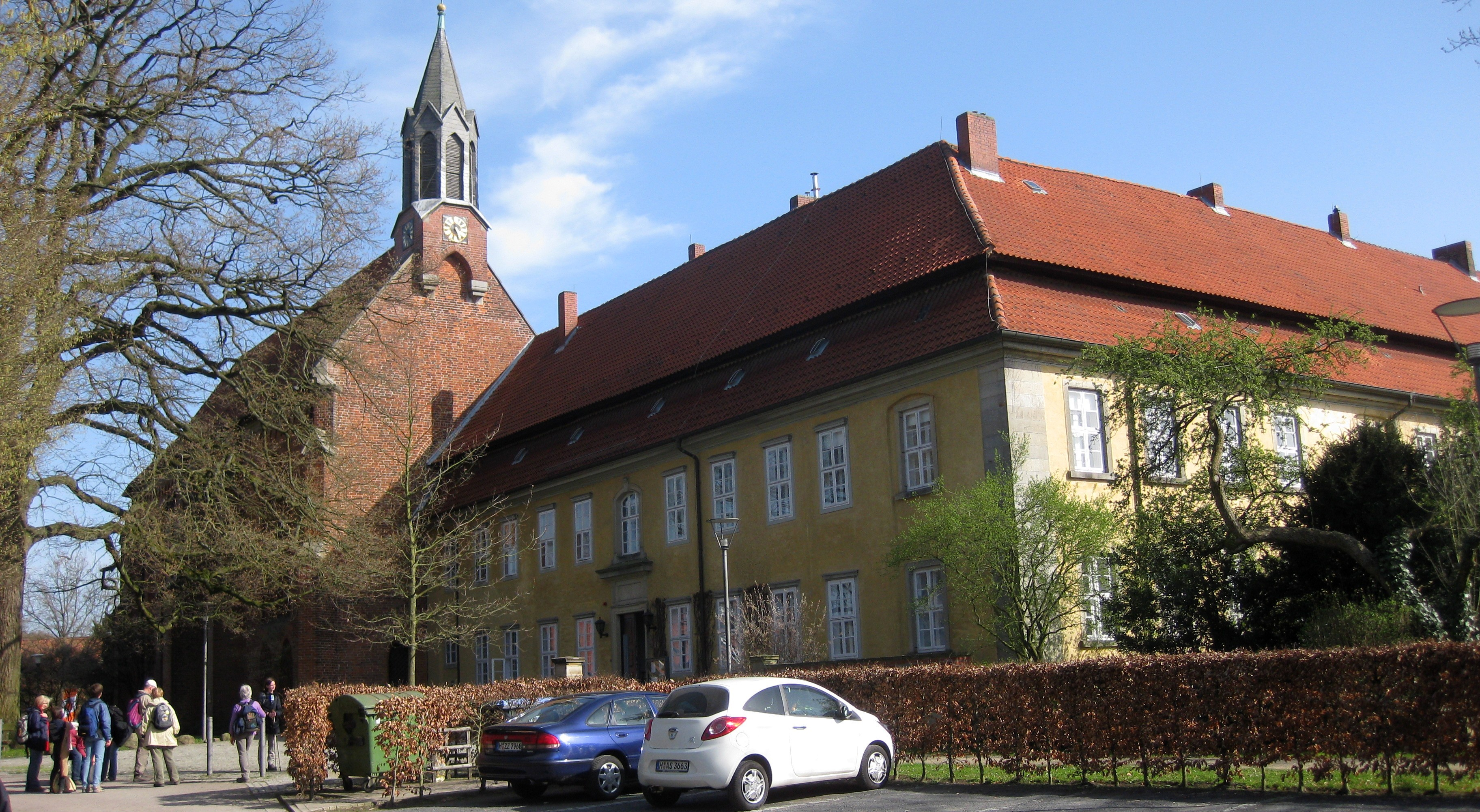
マリエンぜー修道院
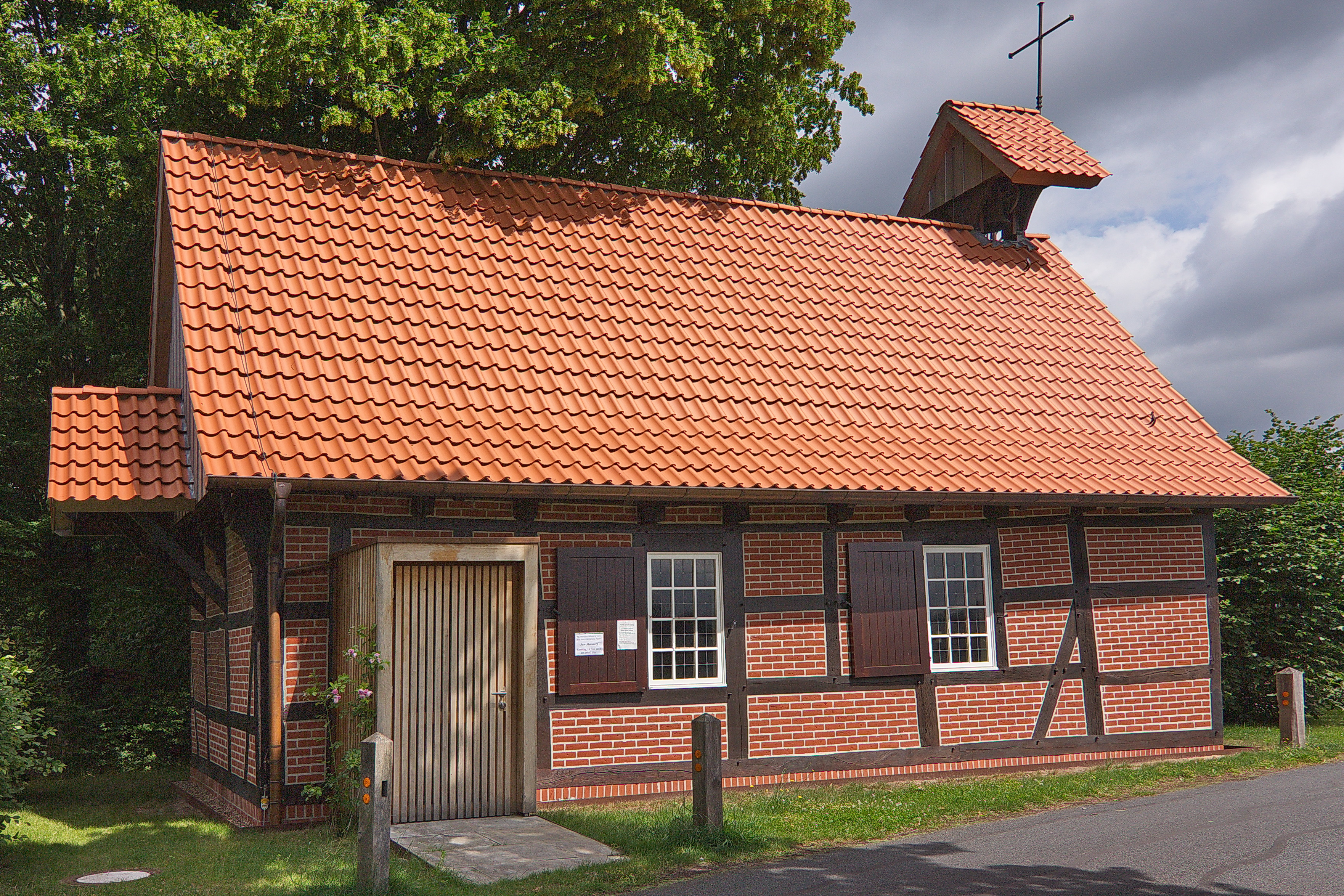
ヨハネス礼拝堂メテル
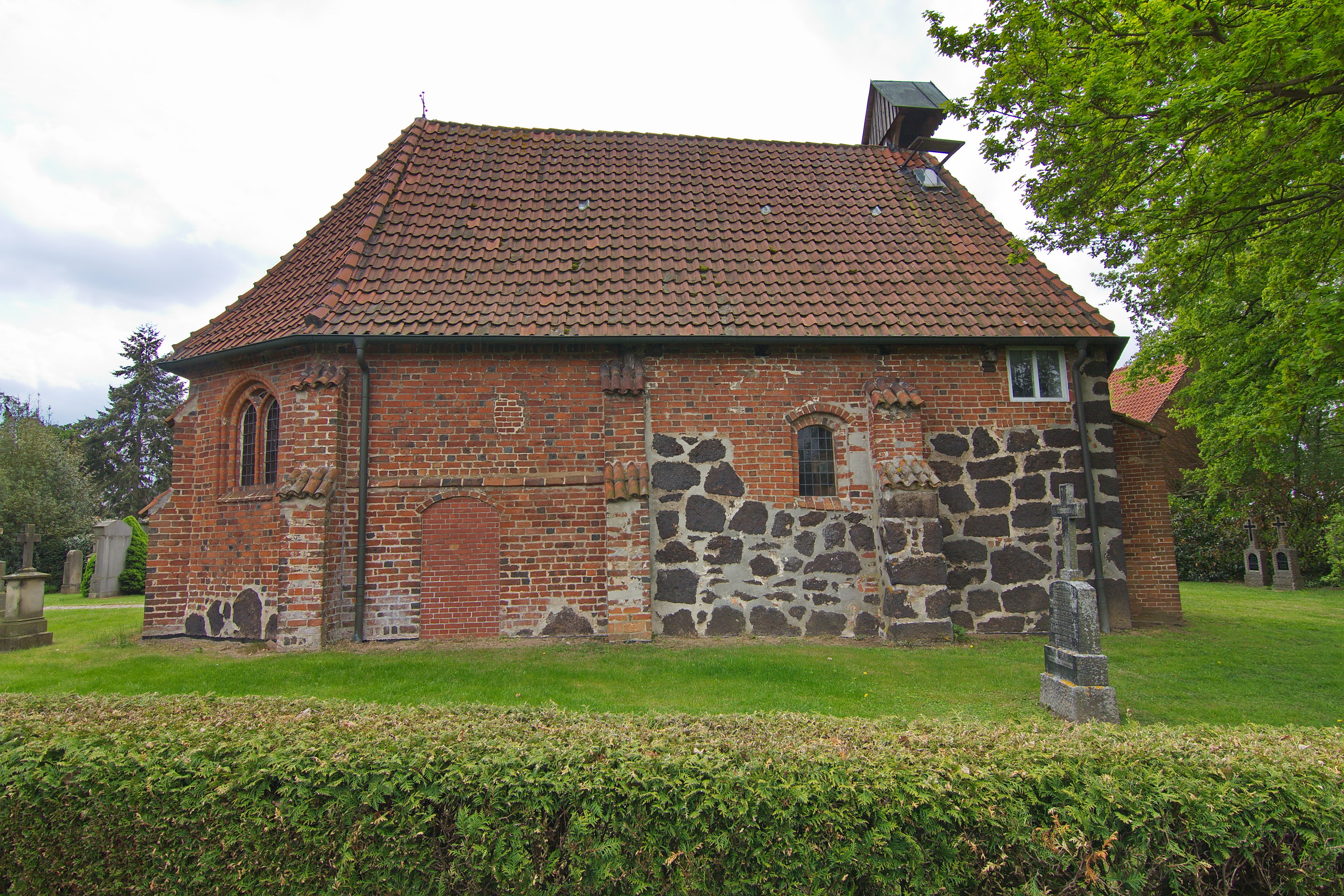
エスペルク礼拝堂
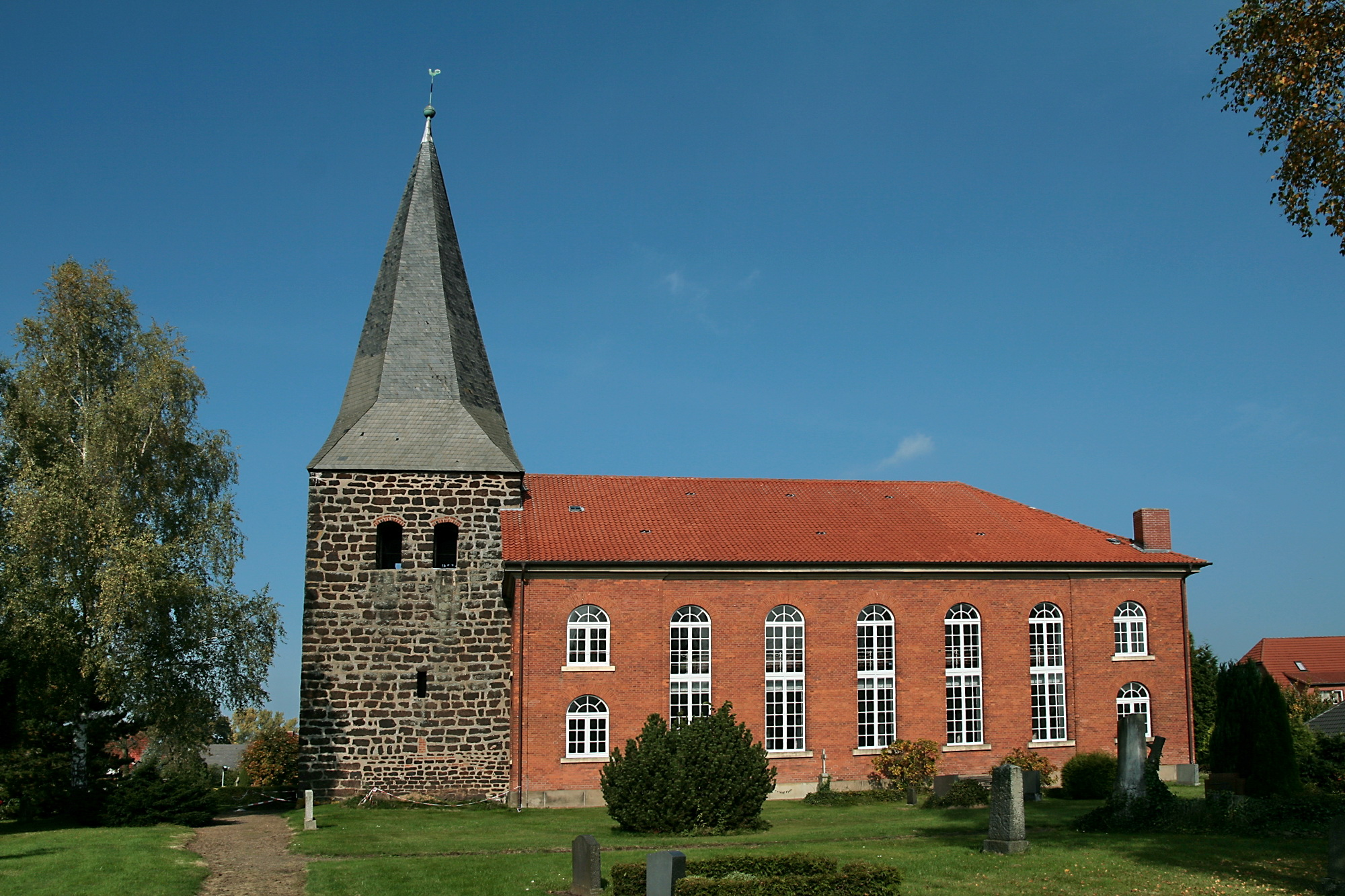
ニーデルンシュテッケン聖ゴルゴニウス教会
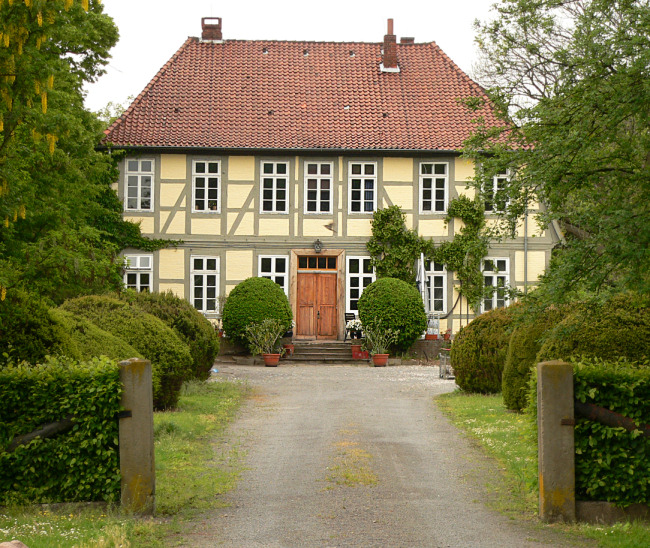
シャルンホルストの生家

### 公園
この街には、ランデストロスト城の城館広場に公園施設がある。近くにあるシュタインフーダー湖自然公園は有名である。

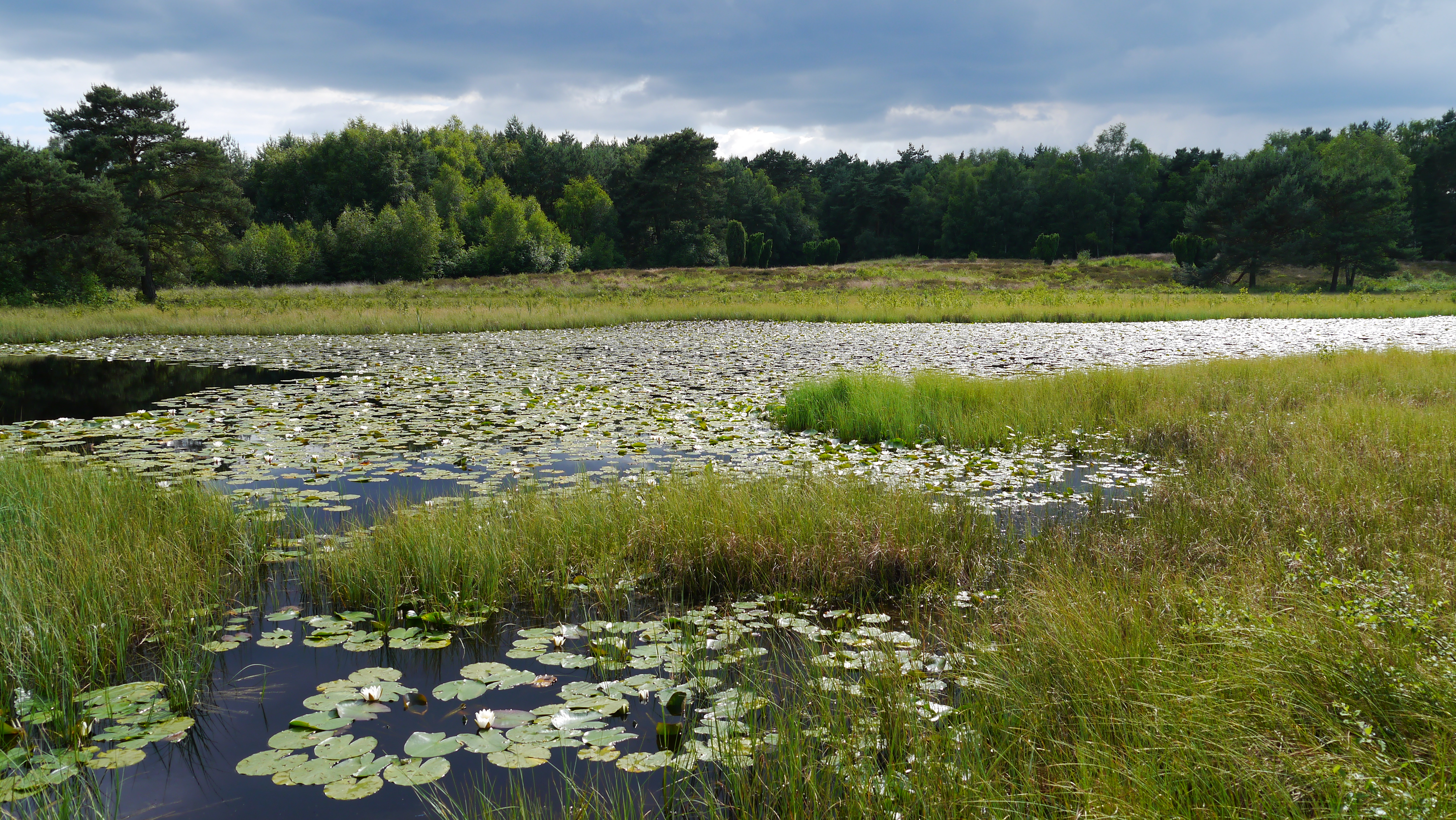
ブランケス・フラット自然保護区

### 自然文化財
沼沢地を含むブランケス・フラット自然保護区が有名である。

## 経済と社会資本

### 経済
この街の購買力は 23,927 ユーロ/人（2006年）で、ドイツ全体を100としたときの購買指標は 100.7 である。失業率は 5.1 % である（2020年10月現在）。

### 交通
ノイシュタットは連邦道6号線（B6号線）沿いに位置している。B442号線はこの街を起点として南のコッペンブリュッゲに向かう。
ノイシュタット・アム・リューベンベルゲ駅は、鉄道ブレーメン - ハノーファー線にある。旅客交通については、RE 1 ノルトダイヒ・モーレ - ハノーファー中央駅と、RE 8 ブレーマーハーフェン＝レーエ - ハノーファー中央駅が1時間間隔で交互に利用できる。この他にハノーファーSバーンの S2 ニーンブルク - ハステが1時間間隔で発着する。
| 路線番号                           | 経路 | 運行間隔                                                         | 運営会社                   |
| ---------------------------------- | --- | ---------------------------------------------------------------- | -------------------------- |
| RE 1                               | ノルトダイヒ・モーレ - エムデン - レーア - オルデンブルク - ブレーメン - フェルデン - ニーンブルク - ノイシュタット・アム・リューベンベルゲ - ハノーファー中央駅 | 120分（ブレーメン - ハノーファー間は、RE 8 と合わせて1時間間隔） | DBレギオ・ノルト           |
| RE 8                               | ブレーマーハーフェン＝レーエ - ブレーマーハーフェン - ブレーメン - フェルデン - ニーンブルク - ノイシュタット・アム・リューベンベルゲ - ハノーファー中央駅 | 120分（ブレーメン - ハノーファー間は、RE 1 と合わせて1時間間隔） | DBレギオ・ノルト           |
| S 2                                | ニーンブルク (ヴェーザー) - リンスブルク - ハーゲン (ハノーファー) - アイルヴェーゼ - ノイシュタット・アム・リューベンベルゲ - ポッゲンハーゲン - ヴンストルフ - デーデンゼン＝ギュンマー - ゼールツェ - レッター - ハノーファー＝ラインハウゼン - ハノーファー＝ノルトシュタット - ハノーファー中央駅 - ハノーファー＝ビスマルクシュトラーセ - ハノーファー＝リンデン/フィッシャーホーフ - ハノーファー＝ボルヌム - エムペルデ - ロネンベルク - ヴェーツェン - レンミー - ヴェンニグセン (ダイスター) - エーゲストルフ (ダイスター) - キルヒドルフ (ダイスター) − バルジングハウゼン - ヴィニングハウゼン - バントルフ - バート・ネンドルフ - ハステ (ハノーファー) 2022年6月の時刻表変更による | 60分                                                             | トランスデフ・ハノーファー |
| 2021年12月12日現在の時刻表に基づく | |                                                                  |                            |

ハーゲン（ハノーファー）、アイルヴェゼ、ポッゲンハーゲンは直接 S 2号線を利用することができる。各地区間および近隣との地域内交通はレギオブス・ハノーファー（直訳: ハノーファー地域バス）が担っている。ノイシュタットはハノーファー広域交通の運賃連合地域内に位置している。

## 人物

### 出身者
- エーリヒ1世（1470年 - 1540年）ブラウンシュヴァイク＝リューネブルクのカレンベルク＝ゲッティンゲン侯。
- フリードリヒ・デーデキント（ドイツ語版、英語版）（1524年または1525年 - 1598年）神学者、作家。
- ルートヴィヒ・ヘルティー（ドイツ語版、英語版）（1748年 - 1776年）詩人。マリエンゼー市区出身。
- ゲルハルト・フォン・シャルンホルスト（1755年 - 1813年）プロイセン王国の将軍。ボルデナウ市区出身。
- ザビーネ・ポステル（1954年 - ）女優、声優。
- メラニー・ブリンクマン（1974年 - ）ウィルス学者。
- デニス・アイチチェク（ドイツ語版、英語版）（1990年 - ）サッカー選手。
- トム・クリスティアン・メルケンス（ドイツ語版、英語版）（1990年 - ）サッカー選手。
- ゼバスティアン・エルンスト（ドイツ語版、英語版）（1995年 - ）サッカー選手。

### ゆかりの人物
- ロベルト・エンケ（1977年 - 2009年）サッカー選手。ノイシュタット・アム・リューベンベルゲで亡くなった。

## 関連図書
- Martin Zeiller (1654). “Newstatt am Rubenberg”. In Matthäus Merian. Topographia Ducatus Brunswick et Lüneburg. Topographia Germaniae. Band 15 (1 ed.). Matthaeus Merians Erben. p. 160
- Wilhelm Winkel (1966). Kreisgruppe Neustadt des Heimatbundes Niedersachsen, der Stadt Neustadt a. Rbge.. ed. Geschichte der Stadt Neustadt a. Rbge
- Hubert Brieden (1992). Juden in Neustadt a/Rbge. Diskriminierung, Verfolgung und Vernichtung einer Minderheit. Hannover
- Hans-Cord Sarnighausen (2013). “Amtsjuristen von 1683 bis 1866 in Neustadt am Rübenberge”. Genealogie, Deutsche Zeitschrift für Familienkunde (Insingen: Degener Verlag) 4:  715–745.

### 注
1. ↑  1727年の大火以前の状態を反映した18世紀の計画は要塞の北の「ガルトガルテン」について記述しているが、それ以上のことはわかっていない。
2. ↑  ドイツ北部で見られる家屋の建築様式で、大きな入り口扉を備えた広い土間を持つ建物。ドイツ語: Diele = 玄関フロアで、北部では特に土間を意味する。